# 疑似科学とみなされているものの一覧
疑似科学とみなされているものの一覧（ぎじかがくとみなされているもののいちらん）は、現在または過去に研究者たちによって疑似科学として特徴付けられてきた話題のリストである。これらの話題に関する詳細な議論は、それぞれの主要な記事で見ることができる。これらの特徴付けは、疑わしい、あるいは潜在的に詐欺的または危険な主張や実践について公衆を教育する取り組み、科学の本質を定義する努力、あるいは粗悪な科学的推論の滑稽な模倣の文脈でなされた。
一般的に科学コミュニティや科学的懐疑主義組織による疑似科学への批判は、問題となるトピックの論理学的、科学的方法的、または修辞学的基盤への批判を含む。列挙されたトピックのいくつかは科学的に研究され続けているが、他のものは過去に科学的研究の対象となっただけで、今日では反証されているものの、疑似科学的な形で復活している。ここで紹介する他のアイデアは完全に非科学的だが、何らかの形で科学的領域や実践に影響を与えている。
ここに列挙されたトピックの多くの支持者や実践者は、それらが疑似科学として特徴付けられることに異議を唱えている。ここの各セクションは、そのトピックの疑似科学的とされる側面を要約している。

## 物理科学

### 天文学と宇宙科学
- 2012年人類滅亡説 – 2012年12月21日前後に破局的あるいは変革的な出来事が起こるとする一連の終末論的信念。この日付は長期暦における5,126年の周期の終了日とされ、そのためマヤ文明の一部であった国々（メキシコ、グアテマラ、ホンジュラス、エルサルバドル）では、メキシコのチチェン・イッツァとグアテマラのティカルを主会場として、2012年12月21日に記念行事が行われた。専門のマヤ学者（英語版）たちは、現存する古典マヤの記録（英語版）には差し迫った破滅を予言するものは一切なく、長期暦が2012年に終わるという考えはマヤの歴史と文化を誤って伝えていると述べた[2]。また天文学者たちは、提案された様々な終末のシナリオを初歩的な天文学的観測によって容易に反証した[3]。
- 古代宇宙飛行士説 – 知的な地球外生命が地球を訪れ、古代および先史時代に人類と接触したという信念に基づく概念である。提唱者たちは、この接触が現代の文化、技術、宗教の発展に影響を与えたと示唆している。一般的な主張は、ほとんどの、もしくはすべての宗教の神は実際には地球外起源であり、古代の宇宙飛行士によってもたらされた高度な技術が初期の人類によって神性の証拠として解釈されたというものである。古代の宇宙飛行士が存在したという考えは学者たちによって真剣には受け止められておらず、査読付きの研究で信頼できる注目を集めていない[4]。
- ニビルのアヌンナキ（シッチン） (変形) – ゼカリア・シッチンが『地球年代記』シリーズで提唱し、『第12惑星』（1976年）から始まった。これは古代のシュメール語と中東のテキスト、世界中の巨石遺跡や人工物に対するシッチン独自の解釈を中心に展開される。彼は古代メソポタミアの神々は実際には惑星「ニビル」からの宇宙飛行士であったと仮説を立てている。シッチンによれば、シュメール人はニビルを神マルドゥクに関連付けられた遠方の「第12惑星」（太陽、月、冥王星を惑星として数える）と信じていた。シッチンによれば、ニビルは3,600年の細長い軌道で太陽の周りを回り続けている[5]。
  - シリウス星系からの古代宇宙飛行士（テンプル） (変形) – ロバート・K・G・テンプル（英語版）の著書『シリウスの神秘（英語版）』（1976年）で提唱された。北西マリ共和国のドゴン族が約5,000年前の地球外生命の訪問の記録を保存していると主張している。彼は、部族が継承したとされる高度な天文学的知識、描写、古代エジプトやシュメールなどの古代文明との比較信念体系など、様々な証拠を引用している[6]。
- 占星術（占星術と科学（英語版）も参照） – 天文現象と人間界の出来事や性格描写との間に関係があるとする複数の信念体系から成る。様々な占いの体系が、様々な実在および構想された天体の相対的な位置と運動（英語版）に基づいている。占星術の科学的検証は行われてきたが、占星術の伝統で概説された前提や主張される効果を支持する証拠は見つかっていない[7]。占星術が反証可能性のある予測を行った場合、それは反証されている[7]:424。
- 創造科学的宇宙論 は、聖書の神が「創造週」の6日間に8つの創造行為を通じて宇宙を創造したという天地創造の物語（創世記1章）に基づいて、宇宙の起源と形態を説明するものである[8]。
- 火星の生命の証拠
  - 火星の人面岩は火星のシドニア台地（英語版）にある岩層で、惑星上の知的な原住生命の証拠であると主張されている。最近撮影された高解像度画像では、顔のような形状が以前ほど明確ではないことが示されている[9]。これはリチャード・C・ホーグランド（英語版）とトム・ヴァン・フランダン（英語版）の著作で顕著に取り上げられている[10][11]。この効果は、曖昧または無意味な刺激に意味（顔の認識など）を付与する心理学的現象であるパレイドリアによっても説明できる。
- 月の影響（英語版） – 満月が人間の行動に影響を与えるという信念[12]。
- 現代の地球平面説（英語版）は、地球が上向きに加速する平らな円盤型の惑星であり、それが重力の錯覚を生み出していると提案する。地球平面研究協会（英語版）などの地球平面説の提唱者たちは、宇宙から撮影された地球の写真などの説得力のある証拠を受け入れない[13]。
- 現代の地球中心説 – 天文学において、地球中心モデル（天動説またはプトレマイオス体系としても知られる）は、地球を中心とする宇宙の取って代わられた科学理論的記述である。地球中心モデルでは、太陽、月、星、惑星はすべて地球の周りを回る。地球中心モデルは、アリストテレスやプトレマイオスなど、多くの古代文明において宇宙の主要な記述として機能した[14]。
- アポロ計画陰謀論 – アポロ計画と関連する月面着陸の一部または全ての要素がNASAによって他の組織の援助を得て演出された偽装であると主張する。最も注目すべき主張は、6回の有人着陸（1969-72年）が偽装され、12人のアポロ宇宙飛行士は実際には月面を歩いていないというものである。1970年代半ば以降、様々な集団や個人が、写真、遠隔測定テープ、ラジオ・テレビ放送、月の岩石サンプルの製造、改ざん、破壊、さらには重要な証人の殺害などを通じて、NASAなどが着陸が行われたと公衆を意図的に誤解させたと主張している[15]。
- ニビル大異変（英語版） – コンタクティー（英語版）のナンシー・リーダーによって最初になされた、神話的な惑星ニビルが地球と衝突するという予言である。何度も予測を修正した後、彼女は後に出来事の年を2012年と主張した[16]。2017年には、デイビッド・ミード（英語版）として知られる陰謀論者が、2017年がニビルが衝突する年だと主張した。
- ヴィマニカ・シャストラ – 古代インドのヴェーダ時代（英語版）に飛行機が発明されていたという主張である。インド理科大学院バンガロール校の研究者による1974年の研究では、『ヴィマニカ・シャストラ』に記述された重い飛行機は空気力学的に実現不可能であることが判明した。著者たちは、同書における飛行原理の議論が大部分において表面的で不正確であり、場合によってはニュートン力学の法則に違反していると指摘した[17]。
- 衝突する宇宙 – 著述家イマヌエル・ヴェリコフスキーは著書『衝突する宇宙』において、古代のテキストと地理的証拠は人類が太陽系の他の惑星間の破局的な相互作用を目撃したことを示していると提案した[18]。

### 地球科学
- 巨石幾何学（英語版）または366度幾何学 – 少なくとも紀元前3500年にさかのぼる地球に基づいた幾何学の存在と、そのようなシステムが現代のフリーメイソンでも使用されている可能性を仮定する。提唱者によれば、イギリスとブルターニュの巨石記念物文明は、幾何学と地球の大きさについての高度な知識を持っていた。巨石ヤード（英語版）は、366度に分割された円を使用して地球の極周囲と相関している[19][20]。
- バミューダトライアングル – バミューダ、プエルトリコ、（最も一般的なバージョンでは）フロリダの間に位置する大西洋の地域である。この地域で頻繁に発生すると認識されている船舶と航空機の災害や失踪は、異常な自然現象、超常現象の遭遇、地球外生命との相互作用に関する物語の流布につながった[21]。
- 地球温暖化に対する懐疑論 – 気候変動に関する科学的合意からの否定、退けること、不当な疑問または反論的見解を含み、これには人類が原因となっている程度、自然と人間社会への影響、または人間の行動による地球温暖化への適応の可能性が含まれる[22][23][24]。
- 洪水地質学（英語版） – 地球上のほとんどの地質学的特徴が大洪水によって説明可能であると主張する創造論者の地質学形態である[25]。
- 地球空洞説 – 地球が完全に空洞であるか、または地殻の下に空洞部分があるという提案である。特定の民間伝承や陰謀論はこのアイデアを保持し、地下生命の存在を示唆している[26]。
- 世界氷理論（英語版）、別名世界氷理論または氷河宇宙発生論 – 氷がすべての宇宙プロセスの基本物質であり、氷の衛星、氷の惑星、（同じく氷でできている）「グローバルエーテル」が宇宙全体の発展を決定したと提案される。

### 物理学
- 自動力学（英語版） – 1940年代に提案された物理学理論で、ローレンツ変換の方程式が相対論的効果を記述するために誤って定式化されていると主張し、これによってアインシュタインの特殊相対性理論と一般相対性理論、およびマクスウェルの方程式が無効になるとする。この理論は主流の物理学界によって否定されている[27]。
- E-Cat（英語版） – 主張されている常温核融合炉である[28][29]。
- アインシュタイン・カルタン・エバンス理論（英語版） – マイロン・ウィン・エバンスによって提案された統一物理学理論で、一般相対性理論、量子力学、電磁気学を統一すると主張している[30]。この仮説は主に2003年から2005年の間に『Foundations of Physics Letters』誌に発表されたが、2008年に編集者は数学的主張の誤りにより、この仮説に対する雑誌の支持を事実上撤回する編集注記を発表した[31]。
- エレクトログラビティクス（英語版） – 電場が質量に及ぼす効果によって生み出される非従来型の効果または反重力推進と主張されている。この名称は1920年代にトーマス・タウンゼンド・ブラウンによって作られ、彼が最初にこの効果を記述し、生涯の大部分をその開発と推進システムとしての販売に費やした。この主張に対する追跡調査（1990年の米空軍研究におけるR・L・タリー、2003年の実験におけるNASAの科学者ジョナサン・キャンベル[32]、2004年の論文におけるマーティン・タイマー（英語版）[33]）は、真空中では推力が観察されないことを発見し、これはイオン風の現象と一致している。
- フリーエネルギー – エネルギーを生成する（熱力学第一法則に違反する）または平衡系から有用な仕事を抽出する（熱力学第二法則に違反する）と主張する永久機関の一種である[34][35]。
  - 水燃料自動車（英語版） – 永久機関の一例である。このような装置は水を燃料として使用するか、他のエネルギー入力なしで車上で水から燃料を生成すると主張される。このような主張の多くは金融商品詐欺の一部である[36][37][38]。
  - ガソリン錠（英語版）または「ガソリン粉末」は、水をガソリンに変えると主張されたものである[39]。
  - 洪成魔法液（英語版） – 中国のハルビンの科学教育を受けていないバス運転手の王洪成（中国語: 王洪成; ピンイン: Wáng Hóngchéng）が1983年に、彼の液体を数滴溶かすだけで通常の水をガソリンと同じくらい可燃性の燃料に変えることができると主張した詐欺である[40]。
- ハイドリノ（ランデル・L・ミルズ/ブリリアント・ライト・パワー社） – 水素原子の状態で、ミルズによると基底状態よりもエネルギーが低く、燃料として極めて高い効率を持つとされるものである[41]。批評家たちは、それが裏付けとなる科学的証拠を欠いており、常温核融合の遺物であると述べている。主張に対する批判的分析は査読付き雑誌『Physics Letters A』、『New Journal of Physics（英語版）』、『Journal of Applied Physics（英語版）』、および『Journal of Physics D: Applied Physics（英語版）』に発表され、提案されたハイドリノ状態は非物理的であり、量子力学の重要な方程式と互換性がないと述べている[42]。
- オルゴン – 1930年代に最初に提案された、秘教的エネルギーまたは仮説的な普遍的な生命力として記述された疑似科学的概念である[43][44]。

## 応用科学

### 農業
- ルイセンコ論争、またはルイセンコ-ミチューリン主義 – トロフィム・ルイセンコ、その追随者とソビエト当局によって行われた遺伝学と科学的農業に対する政治運動であった。ルイセンコはソビエト連邦のレーニン全連邦農業科学アカデミーの所長を務めた。ルイセンコ主義は1920年代後半に始まり、1964年に正式に終了した。ルイセンコ主義の疑似科学的思想は、獲得形質の遺伝に関するラマルク的概念に基づいていた[45]。ルイセンコの理論はメンデルの遺伝と「遺伝子」の概念を否定し、その概念をマルクス主義イデオロギーと両立しないものとして見なし、自然選択を否定することによってダーウィンの進化論から離れた[46]。
- バイオダイナミック農法 – 農場を統一された個々の生物として扱う有機農業の方法である。バイオダイナミックは占星術的と特徴付けられてきた暦を使用する。バイオダイナミック実践者が使用する物質と堆肥は非従来的でホメオパシー的と説明されてきた。例えば、野ネズミは金星が蠍座にあるときに野ネズミの皮から調製された灰を配置することで対抗される。認証されたバイオダイナミック農業技術と類似の有機および統合農業（英語版）実践との間で、有益な結果の違いは科学的に確立されていない。バイオダイナミック農業は、その効果に関する強力な科学的証拠を欠いており、秘教的知識と神秘的信念への過度の依存のために疑似科学とラベル付けされてきた[47]。
- 遺伝子組換え食品への懐疑論（英語版） – 遺伝子組換え食品は本質的に安全ではないという信念である。これは科学的コンセンサスに反している[48][49][50][51]。

### 建築
- 風水 – 古代中国の神秘主義と美学の体系で、天文学（英語版）、地理学、および推定される気の流れに基づいている。その効果の証拠は逸話に基づいており、作用の妥当な方法が欠如している。これは異なる風水師からの相反する助言につながっている。風水師はこれを変形または異なる流派の証拠として使用している。批判的分析者はこれを次のように表現している：「風水は常に単なる推測に基づいていた」[52][53]。現代の批判は伝統的な原始宗教としての風水と現代の実践を区別している：「自然主義的信念として、それは元来神社や墓の吉祥な住まいを見つけるために使用されていた。しかし、数世紀にわたって...粗野な迷信に歪曲され堕落してきた」[52]。
- レイライン – 古代の記念物と地形の特徴の意図的な配置という提案は、後に統計的分析によって次のように説明された：「イギリスの景観における考古学的遺跡の密度は非常に高いため、どこをとおっても引かれた線は多くの遺跡を『通過する』」[54]。元の概念に基づいて追加のニューエイジや風水の概念が提案され、ラインを通じてエネルギーが流れるという疑似科学的主張がなされてきた。
- 最小駐車場要件（英語版） – 特定の土地利用に対して最適な駐車スペース数を割り当てるシステムである。UCLAの都市計画学教授ドナルド・シュープ（英語版）によって、特に交通技術者協会（英語版）によって実践されているものは疑似科学として特徴付けられている。彼は、ITEの計算は難解で、過度に具体的で、通常は最小限のデータと近似に基づいており、同じタイプの他のビジネスにも広く適用できないにもかかわらず、科学的裏付けがあるものとして提示されていると主張している[55][56]。
- ヴァーストゥ・シャーストラは、環境との関係で家を建てるための一連の規則を定めた古代ヒンドゥーの建築システムである[57]。インド合理主義者協会連合（英語版）のナレンドラ・ナヤク（英語版）などの合理主義者[58]や、ヴァーストゥは環境との「論理的な関連」を持っていないと書いている天文学者のジャヤント・ナーリカーによって、疑似科学とみなされている[59]。

### 金融
- テクニカル分析は、主に価格と出来高の過去の市場データの研究を通じて価格の方向を予測する証券分析の方法論である[60]。行動経済学と定量分析（英語版）はテクニカル分析の多くの同じツールを使用するが[61][62][63][64]、アクティブ運用の側面として、現代ポートフォリオ理論の多くと矛盾する。テクニカルとファンダメンタル分析の両方の有効性は、株式市場の価格は本質的に予測不可能であると述べる効率的市場仮説によって争われている[65]。多くの学者によって依然として疑似科学とみなされている[66]。ユージン・ファーマなどの学者は、テクニカル分析の証拠は乏しく、効率的市場仮説の弱形式と矛盾していると述べている[67][68]。

### 健康と医学
疑似科学的医療行為は、しばしば偽医療として知られている。対照的に、現代医学は（または目指すべきものとして）根拠に基づく医療である。
- アクセス・コンシャスネス（英語版）は、人の頭部の32の「エネルギーバー」に触れることによって健康と幸福を改善できるという、骨相学、レイキ、エネルギー療法、セラピューティックタッチを組み合わせたような代替医療技術である[69]。
- 鍼 – 経穴を刺激し気の流れのバランスを取るための細い針の使用。経穴や経絡の存在を裏付ける既知の解剖学的または組織学的基盤はなく、鍼は代替医療処置とみなされている[70]。一部の鍼灸師は、それらを構造的というよりも機能的な実体として、患者の評価とケアの指針として有用なものとみなしている。鍼は20世紀後半から活発な科学的方法による研究の対象となっており、その効果と応用は医学研究者と臨床医の間で依然として議論が続いている。一部の学術的レビューでは鍼の効果は主に偽薬効果に起因すると結論付け、他のレビューでは特定の状態に対する有効性の可能性を見出している。
  - ドライニードリング（英語版）は、中国医学（TCM）を考慮せずに細い針を治療目的で刺入することで、同様に議論の的となっている[71][72]。
  - 指圧は、原理的に鍼に類似した代替医療技術である。それは体内の「経絡」を通って流れる生命エネルギーの概念に基づいている。治療では、これらの経絡の閉塞を取り除くことを目的として、経穴に物理的圧力が加えられる。圧力は手、肘、または様々な器具によって加えられる。いくつかの研究では、吐き気と嘔吐、腰痛、緊張性頭痛、胃痛の管理に役立つ可能性があることが示唆されているが、そのような研究にはバイアスの可能性が高いことが分かっている[73]。多くの代替医療と同様に、偽薬効果から利益を得る可能性がある。クォックウォッチ（英語版）は、指圧は疑わしい実践であり、その実践者は非合理的な方法を使用していると述べている[74]。
- 副腎疲労（英語版）または副腎機能低下症は、慢性的なストレスや感染症により、副腎が疲弊し、主に糖質コルチコイドであるコルチゾールなどのホルモンを適切な量産生できない状態として記述される疑似科学的診断である[75]。副腎疲労は、副腎不全や慢性原発性副腎皮質機能低下症などの実際の副腎機能障害の様々な形態と混同すべきではない[76]。「副腎疲労」という用語は、1998年にカイロプラクティック師のジェームズ・ウィルソンによって考案され[77]、主に非特異的症状の集まりに適用される可能性がある[75]。副腎疲労の概念を支持する科学的証拠はなく、科学界や医学界のどこでも診断として認められていない[75][76]。システマティックレビューでは副腎疲労の存在を示す証拠は見つからず、それが神話であるという内分泌学会のコンセンサスを確認している[78]。
- アレクサンダー・テクニークは、その考案者フレデリック・マサイアス・アレクサンダーにちなんで名付けられた、習慣的な動きと姿勢のパターンを再訓練するために作られた教育プロセスである。アレクサンダーは、姿勢の悪習慣（英語版）と動きが空間的な自己認識と同様に健康を損なうと信じ、動きの効率性が全体的な身体的幸福をサポートできると考えた。彼はこのテクニックを精神訓練技術としても見ていた[79]:221。アレクサンダーは1890年代に[80]、公演中の声の消失（英語版）に対処しようとして、このテクニックの原理の開発を始めた[79]:34–35。彼は、この方法によってウィリアム・シェイクスピア劇の朗読への情熱を追求することができたと評価している[81]。一部のアレクサンダー・テクニークの提唱者は、このテクニークが累積的な身体的行動に関連する様々な健康状態に対処すると述べているが、このテクニークについて主張されている多くの事項を支持する証拠はほとんどない[82][83]。2015年の時点で、アレクサンダー・テクニークは長期的な背部痛（英語版）と長期的な頚部痛の両方に役立つ可能性があり、パーキンソン病への対処に役立つ可能性があることを示唆する証拠があった[83]。しかし、エトナとオーストラリア保健省の両方がレビューを実施し、このテクニークには保険適用を正当化するのに十分な証拠がないと結論付けている[82]。
- 代替的がん治療（英語版）は、がんに対する代替または補完的治療で、医療品規制を担当する政府機関による承認を受けておらず、適切に実施され、よく設計された臨床試験を受けていないものである。発表されているものの中でも、方法論は往々にして貧弱である。代替的がん治療の198の臨床試験を網羅した214の論文の2006年のシステマティックレビューでは、患者に有用な量の治療が与えられていることを確認するために必要な用量設定（英語版）研究を実施したものはほとんどないと結論付けている[84]。このような治療法は頻繁に現れては消え、歴史を通じてそうであった[85]。
- 代替または周縁医療 – 「代替医療」、「補完医療」、「統合医療」、「全人医療」、「自然医療」、「非正統医療」、「周縁医療」、「非従来医療」、「ニューエイジ医療」という用語は互換的に使用され、ほぼ同義である[86]。用語は実践者のブランディングを反映して時間とともに変化する[87]。療法は多くの場合、従来医学が「人工的」で「視野が狭い」ことを暗示的かつ意図的に示唆する「自然的」または「全体論的」としてフレーミング（英語版）される[88][89]。
- 動物磁気説 – またはメスメリズムとしても知られる。18世紀にドイツの医師フランツ・アントン・メスメルが、人間、動物、植物を含むすべての生物が持っていると彼が信じた目に見えない自然の力（生命磁気説）に与えた名称である。彼はその力が治癒を含む物理的な効果を持つことができると信じ、自身の考えの科学的認知を得ようと粘り強く試みたが成功しなかった[90]。
- 人智学医療（英語版）または人智学的医療は、代替医療の一形態である[91]。1920年代にルドルフ・シュタイナーとイタ・ヴェークマン（英語版）によって考案され、オカルト的概念に基づき、シュタイナーが人智学と呼んだ精神哲学（英語版）から引き出された。実践者は人智学的な教義に基づいた様々な治療技術を採用している[92]。人智学医療で使用される多くの薬剤は、ホメオパシーで使用されるものと同様の超希釈物質である。一部の人智学医は小児予防接種に反対しており、これが予防可能な疾病の発生につながっている。補完医療の教授エドザード・エルンスト（英語版）と他の批評家たちは、人智学医療を科学的根拠がなく[93]、疑似科学的で[94]、偽医療であると特徴付けている[95]。
- アピセラピー（英語版）は代替医療の一分野で、蜂蜜、花粉、プロポリス、ローヤルゼリー、ハチ毒を含むミツバチ製品を使用する。アピセラピーの提唱者は健康上の利点を主張するが、それは根拠に基づく医療によって裏付けられていない[96][97]。
- アプライドキネシオロジー（AK）は、筋力の強さと弱さをテストすることで病気を診断したり治療を選択したりできると主張する代替医療の技術である[98]。アレルギー診断検査に関するガイドラインによると、アメリカアレルギー喘息免疫学会はアプライドキネシオロジーには「診断的妥当性の証拠がない」と述べている[99]。別の研究では、評価方法としてのAKは「ランダムな推測以上に有用ではない」ことが示されており[100]、アメリカがん協会は「アプライドキネシオロジーががんやその他の病気を診断または治療できるという主張を支持する科学的証拠はない」と述べている[101]。
- アロマテラピーは、精油やその他の芳香化合物を含む芳香材料を使用し、心理的または身体的なウェルビーイングを改善すると主張する[102]。それは代替医療としてまたは代替医療の形態として提供され、前者は標準的な治療と並行して[103]、後者は従来の証拠に基づく治療の代わりに用いられる[104]。アロマセラピスト（アロマテラピーの実践を専門とする人々）は、局所的な塗布、マッサージ、吸入、または水浸漬に使用できる治療効果があるとされる精油のブレンドを使用する。アロマテラピーが病気を予防、治療、または治癒できるという良好な医学的証拠はない[105]。アロマテラピーの要点は製品の香りであるため、プラセボ対照試験の設計は困難である。術後の吐き気と嘔吐の対策に効果的である可能性があるという議論のある証拠がある[106]。
- 耳介療法（英語版）（また耳介治療、耳鍼、耳介鍼としても知られる）は、耳が身体全体を反映する微小システムであり、耳介（耳の外側部分）に表現されているという考えに基づく代替医療の一形態である。患者の身体的、精神的、または感情的な健康に影響を及ぼす状態は、耳の表面の刺激のみによって治療可能であると仮定される。同様のマッピングはリフレクソロジーや虹彩診断（英語版）の実践を含む、身体の多くの部分で使用されている。これらのマッピングは医学的または科学的証拠に基づいておらず、またそれによって支持されていないため、疑似科学とみなされている[107][108]。
- 自閉症腸炎（英語版）は、信用を失ったイギリスの消化器学者アンドリュー・ウェイクフィールドが、自閉症に特有のものであると主張した多くの一般的な臨床症状と徴候の間のつながりを示唆したときに提案した、存在しない医学的状態の名称である[109]。このような腸炎の存在は、専門家によって「確立されていない」として否定されている[110]。ウェイクフィールドの現在は撤回され、不正である[111][112] 報告書は不適切な対照を用い、否定的な所見を隠蔽しており、彼の結果を再現しようと何度試みても失敗している。[113] 医学文献のレビューでは、自閉症と腸疾患との関連は見つかっていない。[114][115][116]en:Template:Update inline
- アーユルヴェーダ – 伝統的なアーユルヴェーダは、心身の一連の信念に基づく古代インドに起源を持つ5000年の歴史を持つ代替医療の実践である[117][118]。個人の意識の不均衡またはストレスが病気の原因であると考えられている[117]。患者は体質（心身の調和を制御し、個人の「体質」を決定すると考えられる3つのドーシャ（英語版））によって分類され、治療は心身のシステムのバランスを回復することを目的としている[117][118]。長年インドの主要な伝統的健康管理システムであり[118]、インドの大学や学校で制度化されているが、無免許の実践者も一般的である[119]。他の伝統的知識と同様に、その多くが失われた。西洋では、現在の実践は部分的に1980年代のマハリシ・マヘーシュ・ヨーギーの教えに基づいており[120]、彼はそれを超越瞑想と混合した。他の形態のアーユルヴェーダも存在する。アメリカにおけるアーユルヴェーダの最も著名な提唱者はディーパック・チョープラ（英語版）で、マハリシのアーユルヴェーダは量子神秘主義（英語版）に基づいていると主張している[120]。
- 温泉療法は、通常スパで実践される伝統医学の技術である入浴による病気からの推定される利益である[121]。温泉療法は、温水または冷水、動く水によるマッサージ、リラクゼーション、または刺激を含むことがある。スパの多くの鉱泉は、二酸化ケイ素、硫黄、セレン、ラジウムなどの特定の鉱物が豊富である。温泉療法の有効性に関する科学的研究は、温泉療法が関節リウマチの治療に効果的であることを示していない[122]。また、より効果的な入浴の種類を示す証拠も[122]、入浴が運動療法、リラクゼーション療法（英語版）、または泥パック（英語版）よりも効果的であることを示す証拠もない[122]。温泉療法に関する研究の大部分は方法論的な欠陥があり、信頼できない[122][123]。2009年のすべての公表された臨床証拠のレビューは、既存の研究は温泉療法の有効性について確固たる結論を導き出すのに十分な強さがないと結論付けた[124]。
- ベイツ式療法（英語版） – 視力を改善することを目的とした代替療法である。眼科医のウィリアム・ホレイショ・ベイツ（1860-1931）はほぼすべての視力の問題を眼の習慣的な「緊張」に起因するとし、そのような「緊張」を解消することで問題が治癒されると考えた。1952年、眼光学の教授エルウィン・マーグ（英語版）は、ベイツについて「彼の主張のほとんどと、ほぼすべての理論は、実質的にすべての視覚科学者によって誤りとみなされてきた」と書いている[125]。
- 生物学的地形評価（英語版） – 人の尿、血液、唾液のpH、抵抗率、酸化還元を測定するためのコンピュータ化されたテストの集合で、結果に基づいてカスタマイズされた健康補助食品と治療薬（ビタミン、ホメオパシー補助剤、または漢方薬など）のプログラムを推奨することを目的としている。提唱者は、BTAは病理学的になる前に生物学的不均衡を修正することを可能にすると示唆し、一方で反対者は、テストは不正確で誤った診断をもたらすと主張している[126]。
- バイオリズム理論 – 単純な数学的周期を通じて人生の様々な側面を予測しようとする試み。この理論は19世紀後半にヴィルヘルム・フリース（英語版）によって開発され、1970年代後半にアメリカで普及した。疑似科学として記述されている[127]。
- 体の記憶（BM）は、脳だけでなく身体自体が記憶を蓄えることができるという仮説である。実験で細胞記憶の可能性が示されているものの[128]、現在のところ脳以外の組織が記憶を蓄えることができる既知の手段はない[129][130]。BMの現代的な使用は、それを外傷的記憶と、記憶の想起に対する身体の反応方法の文脈でのみ位置付ける傾向がある。この点で、心的外傷後ストレス障害の治療に関連するものとなっている[131]。
- ブレイン・ジム（英語版）は、学業成績を向上させるとされる一連の運動を推進する組織である。26のブレイン・ジム活動は、眼球の共同運動（両眼視）、空間的および聴覚的スキル、手と眼の協調性、全身の柔軟性を改善し、これによって脳を操作し、学習と情報の想起を改善すると主張される。ブレイン・ジムプログラムは、子どもたちに、這う、あくびをする、空中でシンボルを作る、水を飲むなどの特定の単純な動きを繰り返すことを求める。これらは脳を「統合」し、「再パターン化」し、血流を増加させることを意図している[132][133]。組織はこの方法が良質な神経科学に基づいていると主張するが、基礎となるアイデアは疑似科学である[134][135]。
- カンジダ過敏症（英語版） – 慢性的な酵母感染症が疲労、体重増加（英語版）、便秘、めまい、筋肉と関節の痛み、気管支喘息などを含む多くの一般的な障害と非特異的症状の原因であると誤って主張されている[136][137]。この考えはアメリカアレルギー喘息免疫学会（英語版）によって強く異議を唱えられている[138]。
- 肉食ダイエット（英語版）– 肉以外は何も食べないという流行のダイエット。健康に悪いだけでなく、環境にも悪影響を与える[139]。
- キレーション療法は、代替医療の一部の実践者によって、心血管疾患や自閉症を含む様々な病気を治療すると主張されている[140][141]。キレートは急性重金属中毒などの状態を治療する手段として使用される有効な医療処置だが[142]、代替医療実践者による行動障害やその他の障害に対するキレーション療法の使用は疑似科学とみなされている。それが効果的であるという証拠はない[143]。効果がないことに加えて、重金属検査前のキレーション療法は尿中重金属濃度（「誘発された」尿検査）を人工的に上昇させ、不適切で不必要な治療につながる可能性がある[144]。アメリカ医療毒物学会（英語版）とアメリカ臨床毒物学会（英語版）は、キレーション療法で使用されるキレート剤が、肝臓および腎臓の損傷、血圧の変化、アレルギー、そして場合によっては患者の死亡を含む深刻な副作用を持つ可能性があると公衆に警告している[144]。
- カイロプラクティックは、主に脊椎を含む運動器の機械的障害の診断と治療に関係する代替医療の一形態である[145]。一部の支持者、特にこの分野の初期の歴史における支持者は、そのような障害が神経系を介して全身の健康に影響を与えると主張している[146]。これはサブラクセーションを通じてであり、科学的証拠に基づかない主張である[147][148]。主なカイロプラクティック治療技術（英語版）には、特に脊椎マニピュレーション療法（英語版）（SMT）、他の関節と軟部組織の操作を含む手技療法が含まれる[149]。その基盤は医学の主流と対立しており、カイロプラクティックは脊椎サブラクセーションや「生得的知性」など、科学を否定する疑似科学的なアイデアによって支えられている[150][151]。
- カラーセラピー（英語版）、時にカラーセラピー、カラーロジー、またはクロマセラピーと呼ばれるものは、疑似科学とみなされる代替医療の方法である[152]。カラーセラピストは、光を色の形で使用して、身体的、感情的、精神的、または精神的レベルであれ、人の体から不足している「エネルギー」のバランスを取ることができると主張する。カラーセラピーは、新生児黄疸治療[153]や血液照射療法（英語版）などの他のタイプの光療法とは異なり、これらは多くの状態に対して科学的に受け入れられた医療治療である[154]。また、生物に対する光の効果の科学的研究である光生物学とも異なる。フランスの懐疑論者で照明物理学者のセバスチャン・ポワンは、家庭用の放射照度のLEDランプは一般人口の通常使用では安全であると考えている[155][156]。彼はまた、期間と暴露時間が制御下にない場合のカラーセラピーのような実践におけるLEDからの光への過剰暴露のリスクを指摘した[157][158]。
- 慢性ライム病（英語版）（ライム病と混同しないこと）は、一般的に否定されている診断で、「ボレリア・ブルグドルフェリ（英語版）感染との関係について再現可能または説得力のある科学的証拠がない広範な疾病または症状複合体」を包含する[159]。多くの研究にもかかわらず、「慢性」ライム病が持続感染によって引き起こされるという臨床的証拠はない[160]。これは、ライムスピロヘータの成功的な治療後に持続する可能性のある一連の症状である治療後ライム病症候群とは異なる。「慢性ライム病」の症状は、一般的で非特異的な「生活の症状」である[161]。
- 大腸クレンジング（英語版）（別名大腸療法）は、大腸と腸管から糞の蓄積を取り除くことによって、非特異的な毒素を除去すると主張される多数の代替医療療法を包含する。大腸クレンジングは大腸水治療法、コロニックまたは大腸洗浄とブランド化されることがある。2000年代には、大腸クレンジング用とされる経口サプリメントのインターネットマーケティングとインフォマーシャルが増加した[162]。大腸水治療法（英語版）のいくつかの形態は、特殊な機器を使用して、直腸を通じて水（時にはハーブや他の液体と混合された）を大腸に注入するためのチューブを使用する。経口クレンジング療法は、食物繊維、ハーブ、サプリメント、または瀉下薬を使用する。大腸クレンジングを実践する人々は、腐敗した糞便の蓄積が大腸の壁を覆い、これらの蓄積が寄生虫や病原性の腸内細菌を宿し、非特異的症状と一般的な不健康の原因となると信じている。この「自己中毒」仮説は古代エジプト人と古代ギリシア人の医学的信念に基づいており、20世紀初頭に信用を失った[163]。
- コロイド銀（英語版）（液体中に銀粒子が懸濁したコロイド）と銀塩を含む製剤は20世紀初頭に医師によって使用されていたが、より安全で効果的な現代の抗生物質の開発に伴い1940年代にその使用は大きく中止された[164][165]。1990年頃から、必須のミネラルサプリメントとして、あるいはがん、糖尿病、関節炎、HIV/AIDS、ヘルペス[164]、結核などの多くの病気を予防または治療できるという主張でダイエタリーサプリメントとしてのコロイド銀の促進が再燃している[166][167][168]。これらの主張されたいずれの適応についても、コロイド銀の有効性を支持する医学的証拠はない[166][169][170]。銀は人間の必須ミネラルではない。銀の食事要求量はなく、従って銀の「欠乏症」というものは存在しない[166]。コロイド銀が医学的状態を治療または予防するという証拠はなく、銀皮症などの深刻で潜在的に不可逆的な副作用を引き起こす可能性がある[166]。
- 2019年コロナウイルス感染症流行に関連する誤情報 – COVID-19パンデミック、COVID-19自体、およびCOVID-19ワクチンに関する多様な異なる事柄を提案する複数の理論。
  - グレートバリントン宣言 – COVID-19パンデミックの間にアメリカ経済研究所（英語版）から現れた、3人の科学者によって著された文書。脆弱な人々への「集中防御」という不可能なアイデアを呼び起こしながら、人々が通常の生活を続けることを可能にする方法を約束した[171]。疫学者のマイケル・オスターホルム（英語版）はこれを「妖精の粉と疑似科学の危険な混合物」と呼んだ[172]。
- クラニオセイクラル・セラピー – 頭蓋の線維結合を軽い接触で操作するボディワークまたは代替療法の一形態である。クラニオセイクラル・セラピーの実践者は、患者の脊椎と骨盤にも軽い接触を適用することがある。実践者は、この操作が脳脊髄液の流れを調節し、「一次呼吸」を助けると信じている。クラニオセイクラル・セラピーは、1970年代にジョン・アップルジャー（D.O.）によって、1930年代にウィリアム・ガーナー・サザーランドによって開発されたクレイニアル・オステオパシーまたは頭蓋骨オステオパシーの派生として開発された。アメリカがん協会によると、CSTはストレスや緊張の症状を和らげる可能性があるものの、「クラニオセイクラル・セラピーががんやその他の病気の治療に役立つという主張を支持する利用可能な科学的証拠はない」。CSTは疑似科学として特徴付けられ、その実践は偽医療と呼ばれてきた[173][174]。クレイニアル・オステオパシーも同様の評価を受けており、1990年の1つの論文では、検討した実践者の主張のいずれにも科学的根拠がないことが分かった[175]。
- 人体冷凍保存 – 臨床的死亡者を非常に低温（通常−196度以下）で凍結することで将来の蘇生または再実体化が可能になるという考えを支持する製品、技術、信念の分野である。これらの信念は、しばしば遠い未来の、死にゆく細胞の安定化のためのまだ知られていない技術を持つ進んだ人間社会の存在に基づいている。そのような凍結後に人間を蘇生できるという証拠はなく、将来的に再生が可能になることを示唆する確固たる科学的証拠もない[176][177][178][179]。
- パワーストーン – 結晶が治癒力を持つという信念である。かつては前科学的および先住民族の間で一般的であり、1970年代にニューエイジ運動とともに人気が再燃した。クリスタルヒーリングに効果があるという科学的証拠はない[180]。
- カッピング療法は古代からの代替医療の形態である。カッピングは60カ国以上で使用されている[181]。その使用は紀元前1550年にまでさかのぼる[182]。カッピングには様々な形態があり、最も一般的なものは乾式、湿式、火力式カッピングである。カップを皮膚に当て、吸引を作り出して皮膚を引き上げる。体の特定の部分への血流を増加させることを意図している[183]。現代の医療実践の一部ではなく、カッピングは疑似科学として特徴付けられてきた[184]。健康上の利点があるという良い証拠はなく、特に湿式と火力式カッピングの場合、害のリスクがある[185]。
- デトックス – 代替医療の文脈におけるデトックスは、短期または長期的に個人の健康に望ましくない影響を及ぼすとされる蓄積された物質である「毒素」を体内から取り除くことを主張するアプローチから成る。この概念は、その非科学的な基礎と主張に対する証拠の欠如について、科学者と健康組織から批判を受けている[186]。「毒素」は通常定義されておらず、患者における毒素の蓄積を示す証拠はほとんどまたはまったくない。イギリスの組織サイエンス・アバウト・サイエンス（英語版）は、一部のデトックスダイエットと商業製品を「時間と金の無駄」と表現し[187]、イギリス栄養士協会はその考えを「ナンセンス」で「マーケティングの神話」と呼んだ[188]。人体では、「毒素」とみなされるものを含む化学物質の処理は、最も顕著には肝臓と腎臓を含む多くの器官によって行われており、これによりデトックスは不必要となる[189]。
- 指比 – 同じ手の人差し指の長さを薬指で割って計算され、様々な性格、性的指向、生物学的、心理学的、身体的特徴/結果と相関すると提案されてきた。この分野は、再現不可能または矛盾する発見、有用性の誇張された主張、質の高い研究プロトコルの欠如により、疑似科学に比較されている[190][191]。
- 耳キャンドリング（英語版）、耳コーニングまたは熱耳療法とも呼ばれ、中空のろうそくの一端に火を付け、もう一端を外耳道に置くことで全般的な健康と幸福を改善すると主張される疑似科学的な[192]代替医療の実践である。医学研究は、この実践が危険で効果がないことを示しており[193]、製品デザインがその印象に寄与しているにもかかわらず、機能的に耳垢や有害物質を除去しない[194]。
- アーシング療法またはグラウンディングは、地面や接地された装置と直接的な物理的接触を持つことによって、痛みを和らげ、より良い睡眠を提供し、炎症の症状を改善すると主張される療法である[195]。実践者は、地球には絶縁靴や地表被覆のために人々が欠いている過剰な電子があると主張する[196]。地球と電気的に接触することで、体にそれらの過剰な電子が提供され、それらが抗酸化物質として作用すると主張される。2012年のシステマティックレビュー研究は、文献全体にわたる方法論的な問題に関連して結論が出ない結果を示した[197]。その後、2017年の森林で時間を過ごすことの利点に関するシステマティックレビューは、健康上の効果を示したが、臨床診療ガイドラインを作成したり因果性を示したりするには不十分であった[198]。
- エレクトロホメオパシー（英語版）（またはマッティ癌治療法）は、19世紀にチェザーレ・マッティ伯爵によって発明されたホメオパシーの派生である。この名称は、エレクトロ（通常の意味での電気ではなく、植物から抽出され治療価値があるとされる電気的な生体エネルギーを指す）とホメオパシー（18世紀にザムエル・ハーネマンによって開発された代替医学哲学を指す）を組み合わせたものに由来する。エレクトロホメオパシーは、電気装置とホメオパシーの組み合わせとして定義されてきた[199]。
- 電磁波過敏症（EHS）- 確立された安全基準をはるかに下回る暴露レベルでの様々な周波数の電場と磁場または電磁放射線に対する報告された感受性である。症状は一貫性がないが、頭痛、疲労、睡眠困難および同様の非特異的な徴候を含むことがある[200]。誘発研究では、苦痛を訴える人々の不快感が隠れた放射源と無関係であることを発見し[201]、「EHSと[電磁場]への暴露との間の関連について、現在科学的根拠は存在しない」[202][203]。
- エネルギー療法、エネルギーセラピー、エネルギーヒーリング、バイブレーショナル・メディスン、サイキック・ヒーリング、スピリチュアル・メディスン、またはスピリチュアル・ヒーリングは、ヒーラーが治癒エネルギーを患者にチャネリングし、肯定的な結果をもたらすことができるという疑似科学的信念に基づく代替医療の分野である。このアイデア自体にはいくつかの方法が含まれる：ハンズオン、ハンズオフ、そして患者とヒーラーが異なる場所にいる遠隔（または不在）[204]。エネルギーヒーリングに関する科学文献の初期のレビューは曖昧で、さらなる研究を推奨していたが[205][206]、より最近のレビューでは、臨床的効率を支持する証拠がないと結論付けている[207]。
- ファシリテイテッド・コミュニケーションは、自閉症または他のコミュニケーション障害を持つ人々のコミュニケーションを援助しようとする科学的に否定された技術である[208]。ファシリテーターはこのプロセス中に障害者の腕や手を保持し、キーボードや他の装置で入力する際に動きを助けようとする[209]。研究は、FCを通じて得られるメッセージの源がファシリテーターであることを示している（ファシリテーターによる患者の腕の観念運動効果（英語版）によるガイダンスを含む）[210][211]。研究は一貫して、ファシリテーターが質問の答えを知らない場合（例えば、患者には見せてファシリテーターには見せない物体）、FCは単純な質問に対しても正しい回答を提供できないことを発見している[212]。
  - ラピッド・プロンプティング・メソッド - 密接に関連した否定された技術である[213]。
- ファド・ダイエット - 流行のファッション（英語版）と同様に、標準的な食事推奨ではなく、短期間人気が出るダイエットで、しばしば急速な減量や健康改善について疑似科学的または非合理的な主張をする[214][215][216][217][218]。ファド・ダイエットは一般的に制限的であり（低カロリーダイエット例えば断食、または高タンパク質低炭水化物ダイエット例えばアトキンスダイエットなど）、急速な減量[217][219]または大きな身体的健康（「デトックス」や代替がん治療（英語版）を主張するダイエットなど）の約束によって特徴付けられる[215][217][220][221]。ファド・ダイエットは臨床研究によって支持されておらず、その健康に関する推奨は査読されていないため、しばしば健康や疾病に関する根拠のない主張をする[216]。
- 心霊治療 – 祈りや按手などの手段による病気の治癒行為。偽薬効果によって期待されるもの以上の物質的利益は観察されていない[222][223]。
- 機能医学（英語版）は、多数の未証明および否定された方法や治療を包含する代替医療の一形態である[224][225][226]。その提唱者は、「個別化された治療計画」を開発するために、環境と消化器系、内分泌系、免疫系との相互作用に基づいて疾病の「根本原因」に焦点を当てていると主張する[227]。反対者はそれを疑似科学[228]、偽医療[229]、そしてその本質において代替医療の再ブランド化として記述している[229]。
- ゲルマン新医学（英語版） – 1978年の息子の死後のある時点で、リュケ・ゲールト・ハマー（英語版）は精巣がんを発症した。この2つの出来事の間に関連があると信じ、ハマーは「ゲルマン新医学」（GNM）を開発した。GNMによれば、実際の病気は存在せず、むしろ確立された医学が「病気」と呼ぶものは、実際には細菌、ウイルス、真菌が属する「自然の特別な意味のあるプログラム」（sinnvolles biologisches Sonderprogramm）である。ハマーのGNMは、これらの前提に従ってすべての病気と治療を説明し、それによって伝統医学を不要にすると主張する。治癒は常に葛藤の解決である。ハマーによれば、化学療法やモルヒネのような痛み止めの薬は致命的である[230][231]。これらの「法則」は自然や医学の法則ではなくGNMの教義であり、人体生理学の科学的理解と矛盾している[232]。
- 病原体説否定論（英語版） – 微生物が感染症を引き起こさないという、そして病気の病原体説が間違っているという疑似科学的信念。
- 毛髪分析（英語版）は、主流の科学的使用では、毛髪サンプルの化学分析である。代替医療における毛髪分析の使用は、代替診断（英語版）を支援する調査方法として議論の的である[233][234]。その未証明の状態と医療詐欺の可能性のため、この方法でのその使用はAMAによって繰り返し反対されてきた[235]。
- 健康ブレスレットと、イオンブレスレット（英語版）、ホログラムブレスレット（英語版）、磁気ジュエリーなどの様々な癒しのジュエリーは、着用者の健康を改善し、癒し、または気を改善すると主張される。製造業者によってなされた有効性の主張は、独立した情報源によって実証されたことはない[236][237]。
- 六角水（英語版） – 身体にとってより良い水の特定の構造を作り出す能力を主張する詐欺のマーケティングで使用される用語[238][239]。「六角水」という用語は、他の事柄の中でも栄養吸収を促進し、代謝廃棄物を除去し、細胞シグナル伝達を促進するとされる六角形の形を形成する水クラスターの集まりを指す[240]。一酸化二水素のデマと同様に、この詐欺は消費者の化学、物理学、生理学に関する限られた知識を利用している。
- ホメオパシー – 病気の症状を持つ患者を、健康な人々にその同じ症状を引き起こすと考えられる極度に希釈された療法で治療できるという信念。これらの製剤（英語版）は、しばしば治療分子が残存する可能性がある点を超えて希釈される。ホメオパシーの実践に関する研究は、おおむね否定的で結論が出ていない[241][242][243]。ホメオパシーの原理の科学的根拠は実証されていない[244][245][246][247][248][249]。
  - バッチフラワー（BFRs）は、ブランデーと水の溶液である—水は、1930年代にイギリスのホメオパシー医師エドワード・バッチによって開発された花材料の極度の希釈（英語版）を含んでいる。バッチは花びらに見られる露がその植物の想像上の治癒特性を保持すると主張した[250]。バッチフラワー溶液の治験のシステマティック・レビューは、偽薬効果を超える有効性を見出していない[251][252]。
- 虹彩診断（英語版）は、提唱者が虹彩の斑点やパターンを詳細に調べることで健康問題を特定および診断できると信じる医学的診断の手段である。実践者は虹彩を80-90のゾーンに分割し、それぞれが特定の身体部位または器官に接続されているとする。この接続は科学的に検証されておらず、障害の検出は選択的でも特異的でもない[253][254][255]。虹彩の質感は、胎生期に発達し出生後も変化しない表現型的特徴である（これは虹彩を生体認証に有用にする）ため、虹彩診断はほぼ不可能である。
- ジリージュース（英語版） – 様々な医学的状態を治療すると主張されている潜在的に危険な発酵飲料である[256]。
- リーキーガット症候群 – 代替医療において、有害物質が腸壁を通過して外に出ることによって引き起こされると提案された状態。多発性硬化症や自閉症を含む多くの状態の原因として提案されており、この主張は疑似科学的と呼ばれている[257]。イギリス国民保健サービスによると、この理論は漠然としており未証明である[258]。一部の懐疑論者や科学者は、リーキーガット症候群の治療のマーケティングは、誤った方向付けか意図的な偽医療詐欺の事例であると述べている[258]。
- ライトニング・プロセス（英語版） – オステオパシー、神経言語プログラミング（NLP）、ライフコーチングから派生したと主張されるシステムである[259]。提唱者は、有効性の科学的証拠がないにもかかわらず、このプロセスが筋痛性脳脊髄炎を含む長いリストの病気や状態に肯定的な効果を持つと主張する。ライトニング・プロセスの考案者であるフィル・パーカーは、ME/CFSなどの特定の病気は中枢神経系と自律神経系の調節異常から生じると示唆し、ライトニング・プロセスはこれに対処し、システムのストレス応答を高く保つ「アドレナリンループ」を断ち切るのを助けることを目的としている[要出典]。
- マクロビオティック食事（またはマクロビオティック）は、禅宗から引き出された食物の種類についてのアイデアに固定されている[260][261]。この食事は、食物と調理器具の推定される陰陽の要素のバランスを取ろうとする[262][263]。マクロビオティック食事の主な原則は、動物性食品を減らし、季節の地元で栽培された食品を食べ、適度に食事を摂ることである[260]。マクロビオティックの著者たちは、マクロビオティック食事が癌やその他の慢性疾患の人々に有用であると主張することが多いが、そのような推奨を支持する良い証拠はなく、この食事は有害となり得る[260][264][265]。肯定的な結果を示す研究は方法論的質が低い[260]。アメリカがん協会もがん研究UK（英語版）もこの食事の採用を推奨していない[265][266]。
- 磁気治療器 – 健康に肯定的な影響を与えるために磁場を使用する実践。磁石と磁場には正当な医療用途があるが、磁気療法で使用される場の強度は生物学的な変化を引き起こすには低すぎ、使用される方法は科学的妥当性を持たない[267][268][269]。
  - 上記は、パルス電磁場療法（英語版）などの、人体組織に対する電磁気学を用いた現在の健康治療（参照：電磁気療法（英語版））と混同してはならない。
- 医療的直感者（英語版）は、医学ではなく洞察を通じて、自己記述的な直感能力を使用して身体的または感情的な状態の原因を見つけることができると主張する代替医療の実践者である[270]。このような人に対する他の用語には、医療的千里眼者、医療的サイキック、または直感的カウンセラーが含まれる[271]。2009年、スティーブン・ノヴェラ（英語版）は、サイエンス・ベイスド・メディスン（英語版）で医療的直感による診断を「純粋な魔術的思考」と呼び、それに関する『ハフポスト』の記事を「疑わしい疑似科学的医療主張の宣伝」と呼んでいる[272]。
- モルゲロンズ病は、個人が何らかの繊維を含むと信じる傷を持つ、自己診断された説明不能な皮膚症状（英語版）の非公式な名称である[273][274][275]。モルゲロンズ病は特徴付けが不十分だが、一般的な医学的合意は、それが寄生虫妄想の一形態であるということである[276]。モルゲロンズ病をライム病の原因と結びつけようとする試みは、スティーブン・ザルツバーグ（英語版）によって「危険な疑似科学」として攻撃されている[277]。
- 灸は、経穴を刺激するために、もぐさを皮膚の上またはその上方で燻す施術である。コクランレビューでは、赤ちゃんの骨盤位を矯正する通常のケアに灸を加えることについて中程度の確実性の証拠を見出したが、体外回転術（英語版）の必要性については不確実である[278]。灸は痛み[279]、がん[280]、脳卒中[281]、潰瘍性大腸炎[282]、便秘[283]、高血圧[284]の治療についても研究されている。システマティックレビューでは、これらの研究は質が低く、肯定的な所見は出版バイアスによる可能性があることを見出している[285]。
- ナムブドゥリパッドアレルギー除去療法（NAET）は、提唱者がアレルギーと関連する障害を治療できると主張する代替医療の一形態である。これらの技術は、カリフォルニアを拠点とするカイロプラクター[286]で鍼師[287]のデビ・ナムブドゥリパッドによって1983年に考案され、アプライドキネシオロジー、鍼、指圧、栄養管理、カイロプラクティック法のアイデアを組み合わせている[288]。アレルギーの評価や治療における有効性を支持する信頼できる証拠はない[289]。
- 自然療法、または自然療法医学は、代謝、生殖、成長、適応などの身体プロセスを導くバイタルエネルギーまたは生命力と呼ばれる特別なエネルギーが存在すると主張する生気論の信念に基づく代替医療の一種である[290]。自然療法は疑似科学として特徴付けられてきた[291][292]。特に、未証明、否定された、または危険な治療のために批判されてきた[293][294][295][296]。「自然」な方法や化学物質は必ずしも「人工」や「合成」のものよりも安全または効果的ではない。効果を引き起こす能力のある治療はすべて、有害な副作用を持つ可能性がある[292][297][298][299]。
- マイナスイオン療法は、空気イオン発生器を実験的な非薬物治療として使用することである。広く疑似科学とみなされている[300][301]。
- オイルプリング（英語版） – 口腔および全身の健康を改善する目的で、油を最大20分間口の中で「すすぐ」または「保持する」民間療法である。この技術は体から「毒素を引き出す」とされ、片頭痛から糖尿病まで多くの状態を治療できると主張されている[302]。
- オーソモレキュラー療法[303][304]、時にメガビタミン療法（英語版）と呼ばれる、栄養サプリメントを通じて健康を維持することを目的とする代替医療の一形態である。この概念は体内の最適な栄養環境という考えに基づいており、病気はこの環境の欠乏を反映していると示唆する。この見方によると、病気の治療は、ビタミン、ミネラル、アミノ酸、微量元素、脂肪酸などの物質を使用して「個々の生化学に基づく不均衡または欠乏を修正する」試みを含む[305][306][307]。オーソモレキュラー療法の背後にある概念は健全な医学的証拠によって支持されておらず、この療法は効果がない[308][309]。1970年代以来、オーソモレキュラーアプローチを医学の一形態と呼ぶことの妥当性さえも疑問視されてきた[310]。
- オステオパシー手技療法（OMM）またはオステオパシー手技治療（OMT） – オステオパシー医学の中核的技術。OMMはアンドリュー・テーラー・スティル（1828-1917）によって考案された哲学に基づいており、彼は体が骨、腱、筋肉を操作することで活用できる自己調節メカニズムを持っていると考えた。パーキンソン病、膵炎、肺炎を含む多くの人間の病気の治療として提案されてきたが、使用される脊椎マニピュレーション（英語版）による腰痛に対してのみ効果があることが分かっている[311][312][313]。「疑似科学的教義」に根ざしているとみなされてきた[314]。2010年、スティーブン・ザルツバーグ（英語版）は、オステオパシー医学の大学で行われるOMT特有の訓練を「疑似科学的実践の訓練」と呼んだ[315]。
- 脈診は、アーユルヴェーダ、中国医学、モンゴル医学、シッダ医学、チベット医学、ユナニ医学で使用される診断技術である。科学的正当性がなく[316]、定義が不明確で、主観的で信頼性がない[317][318]。
- ラジオニクス – 実践者が、実践者の電子装置に結合された観念的エネルギー場の様々な周波数を使用して、健康問題を診断し治療できると信じる医学的診断と治療の手段。最初のそのような「ブラックボックス」装置はアルバート・アブラムス（英語版）によって設計され宣伝されたが、1924年に『サイエンティフィック・アメリカン』が委託した独立調査によって確実に無用であることが証明された[319]。ラジオニクス装置の内部回路はしばしば不明瞭で無関係であり、提唱者はダウジングと超感覚的知覚を作動原理として推測している[320][321][322]。同様の装置が様々な名前で引き続き販売されているが、米国アメリカ食品医薬品局による承認を受けているものはない。ラジオニクス装置の有効性や基礎となる前提について科学的証拠は存在しない[323][324]。アルバート・アブラムスとその知的後継者のラジオニクスは、放射線療法やカテーテルアブレーションなどの同様の名前の評判の良い正当な企業、製品、または医療治療と混同してはならない。
- レイキは、エネルギー療法と呼ばれる代替医療の一形態である。レイキの実践者は、感情的または身体的な癒しを促進するために「普遍的エネルギー」が実践者の手のひらを通じて患者に転送されるとされるパームヒーリングまたはハンズオンヒーリングと呼ばれる技術を使用する。レイキは疑似科学であり[325]、学術テキストや学術雑誌の論文で疑似科学の説明的例として使用される。それは、実践者が普遍的な生命力であると言う気（「チー」）に基づいているが、そのような生命力が存在するという実証的証拠（英語版）はない[326][327]。臨床研究は、レイキがいかなる医学的状態の治療としても効果的であることを示していない[326]。偽薬効果と比較したレイキ療法の有効性の証明はない。レイキ調査の概観では、肯定的効果を報告した研究に方法論的欠陥があることが分かった。アメリカがん協会は、レイキは従来のがん治療に取って代わるべきではないと述べ[328]、この考えはがん研究UK（英語版）[329]とアメリカ国立補完統合衛生センター[330]によって繰り返された。1922年に日本で臼井甕男によって開発され[325]、世界中の様々な文化的伝統に適応されてきた。
- リフレクソロジーまたはゾーンセラピーは、オイルやローションを使用せずに、特定の親指、指、手の技術で足、手、耳に圧力をかける身体的行為を伴う代替医療である。リフレクソロジストが主張する、足と手に体のイメージを反映していると彼らが言うゾーンと反射区のシステムに基づいており、そのような作業が体に物理的な変化をもたらすという前提に立っている[331]。2009年の無作為化比較試験のシステマティック・レビューでは、現在利用可能な最良のエビデンスは、リフレクソロジーがいかなる医学的状態に対しても効果的な治療法であることを説得力をもって実証していないと結論付けている[332]。リフレクソロジーがどのように機能すると考えられているかについて、リフレクソロジスト間に合意はない。共通のテーマは、足の領域が体の領域に対応しており、これらを操作することで、気を通じて健康を改善できるという考えである[333]。リフレクソロジストは体を右に5つ、左に5つの等しい垂直のゾーンに分ける[334]。有効性が証明されていないリフレクソロジーで潜在的に深刻な病気を治療することで、適切な医学的治療の追求が遅れる可能性があるとして、医療専門家から懸念が提起されている[335]。
- ロルフィング（構造的統合とも呼ばれる）- イダ・ロルフ（英語版）（1896-1979）が考案した身体操作で、施術者は筋肉に蓄えられたトラウマの記憶を体から取り除くことができると主張している[336]。ロルフィングがどのような症状に対しても有効な治療法であるというエビデンスはない[82]。
- セラピューティック・タッチ - 看護師でもある施術者[337][338]が、仮定上のエネルギー場を「再調整」または「再平衡」させるために、患者の上や周りに手を通す生気論の一形態[339]。最近のコクランのレビューでは、「セラピューティック・タッチが急性創傷の治癒を促進するというエビデンスはない」と結論付けている[340]。そのようなエネルギー場の生物物理学的根拠は見つかっていない[341][342]。
- ティンホイル・ハット - ティンホイル・ハットは、アルミニウム箔の1枚または複数の薄片で作られた帽子、または箔で裏打ちされた従来の頭飾りで、電磁場、洗脳、心を読まれることなどの脅威から脳を守ると信じて着用される。心の干渉から保護するための金属箔の帽子の使用は、1926年に初めて出版されたジュリアン・ハクスリーの「The Tissue-Culture King（英語版）」という SF短編小説で言及された[343]。この物語の主人公は、「金属箔の帽子」がテレパシーの効果をブロックできることを発見する[344]。現時点では、ティンホイル・ハットが防御しようとしている高周波電磁波と、その後の健康被害との関連は確立されていない。
- 中国医学（TCM）- 中国を起源とし、世界の多くの地域で代替医療として実践されている伝統医学システム。道教の宇宙論に基づく要素が含まれており[345]、人体を解剖学的というよりも機能的かつ生気論的に捉えている[346][347]。TCMでは健康と病気は陰陽の原理に従い、生命力である気の流れのバランスまたはアンバランスによるものとされる[348][70]。診断方法は、6つの部位での脈診、患者の舌の診察、患者への問診など、すべて外的なものであり、施術者間の診断の一致は乏しい[346][349][350][351]。TCMにおける人体の機能と構造の説明は、現代医学とは根本的に異なっている。
- 漢方薬 - 中医学で使用される生薬の集合。朝鮮人参やクコなどの植物全体または一部をはじめ、より珍しいタツノオトシゴなどの素材も含まれる。製剤には通常、味や形などの物理的特性、あるいはTCMの臓器との関係に基づいて選択された複数の成分が組み合わされている[352]。ほとんどの製剤は厳密に評価されていないか、有効性を示す兆候がない[353][354][355]。潜在的な活性成分に関する生薬学研究は活発に行われているが、その応用はTCMの応用と必ずしも一致しない[356]。
- かっさ（英語版）（中国語: 刮痧）、ケロカンまたはコイニングは、中国医学（TCM）の一部。施術者は道具を使って人の皮膚をこすり、それに薬効があると信じて点状出血を引き起こす[357][358]。かっさは英語話者によって「スクレイピング」「スプーニング」「コイニング」と呼ばれることもある。エドツァルト・エルンスト（英語版）は、かっさによる明らかな利益は偽薬効果によるものだと述べている[359]。
  - 経絡は、気が流れる経路であり、いくつかの臓腑のペアをつなぐ[346][360]。経穴や経絡の存在を裏付ける解剖学的、組織学的根拠は知られていない[349][361]。
- 指圧（指圧）は、中国医学の考えに基づく日本のボディワーク（英語版）の一種。指圧は按摩と呼ばれる日本のマッサージ様式に由来する。指圧が効果的な医学的治療法であるという証拠はない[362][363]。
- 気 - 健康のためにその流れのバランスを取る必要がある生気論的エネルギー。気は直接観察されたことがなく、科学で使われるエネルギーの概念とは無関係である[364][365][366]。
- 気功（[ˈtʃiːˈɡɒŋ]）[367]、チーゴン、チークン、チーグン（簡体字: 气功; 繁体字: 氣功; 拼音: qìgōng; ウェード式: ch'i kung; 英文直訳: 'life energy cultivation'）は、健康、スピリチュアリティ、武術のトレーニングを目的とした、身体の姿勢と動き、呼吸、瞑想を調整するホーリズム的なシステム[368]。中国医学、中国哲学、中国武術に根ざし、気功は伝統的に「生命エネルギー」と訳される気を養い、バランスを取る修練と見なされている[369]。高血圧、痛み、悪性腫瘍、クオリティ・オブ・ライフなど、幅広い医学的状態に関して気功の研究が行われている[368]。気功の健康上の利点に関する研究のほとんどは質が低く、現時点で確固たる結論を出すのは賢明ではない[370]。
- 五臓六腑 - 気の貯蔵と操作のための機能的な陰と陽の実体としての臓器の概念[346]。これらの臓器は解剖学に基づいていない。
- トマティス法（英語版） アルフレッド・A・トマティス（英語版）が考案し、自閉症の人に利益があるとして証拠なしに宣伝されている聴覚統合訓練（英語版）の一種[371]。
- 尿療法 - 希釈していない自分の尿または尿の同種療法の薬を飲むことで、幅広い病気を治療するのは疑似科学に基づいている[372]。
- 自閉症とワクチンの関係（英語版）の主張。ワクチンが自閉症スペクトラム症を引き起こす、誘発する、または悪化させると非難されているが、これは疑似科学として特徴づけられている[373]。多くの疫学研究で、MMRワクチン（英語版）と自閉症の関連、チメロサールを含むワクチン（英語版）と自閉症の関連のいずれも報告されていない[374][375]。その結果、医学研究所は、これらのワクチンのいずれも自閉症との因果関係はないと結論付けている[376]。同様に、「ワクチンの過負荷」という医学用語ではない言葉で、多くのワクチンを一度に接種すると子供の未熟な免疫系に負担がかかりすぎたり弱くなったりして有害な影響につながるという考え[377][378]は、科学的証拠によって強く矛盾している[115]。
- 生気論 - 生命の過程は物理学と化学の法則だけでは説明できず、生命は何らかの部分で自己決定的であるという学説。『Encyclopedia of Pseudoscience: From Alien Abductions to Zone Therapy』によると、「今日、生気論は、病気は体の生命力の乱れやアンバランスによって引き起こされると主張する多くの疑似科学的健康システムの基礎をなす考えの1つである」「生気論者は科学的であると主張するが、実際には原因と結果および証明可能性という科学的方法の基本的な仮定を拒否している。主観的な経験を客観的な物質的現実よりも有効だとみなすことが多い」[379]。
- 水の記憶（英語版） - 以前に溶解していた物質の記憶を保持する水の主張される能力に基づく同種療法の理論[380]。
- ウィルソン症候群（英語版）（ウィルソン病と混同しないこと）は、医学で正当な診断として認められていない代替医療の概念[381]。支持者は、ウィルソン症候群を一般的で非特異的な症状の組み合わせと説明し、甲状腺機能検査（英語版）が正常であるにもかかわらず、体温の低下とチロキシン（T4）からトリヨードチロニン（T3）への変換障害に起因するとしている。アメリカ甲状腺協会（英語版）（ATA）は、ウィルソン症候群は甲状腺機能に関する確立された知識と矛盾し、診断基準があいまいで科学的証拠が不足していると述べている。ATAはさらに、提案されている治療法が潜在的に有害である可能性を懸念している[382]。
- 風車症候群（英語版）およびウィンドファーム症候群は、風力原動機の近接性に起因すると考えられている健康被害を指す用語[383]。提唱者は、これらの影響には死亡、がん、先天性異常が含まれると主張してきた。しかし、記録された事象の分布は、ウィンドファームの有無ではなく、ウィンドファーム症候群自体のメディア報道と相関している[384][385]。科学文献のレビューでは一貫して、風力タービンが健康に有害であると信じる理由はないことが明らかになっている[386]。

### 技術
- 5Gの陰謀説（英語版）および5Gがコロナウイルスを引き起こす理論 - 5GがCOVID-19を含む健康問題を引き起こすと提唱する理論。

## 社会科学

### 歴史学
- キリスト神話説 - ナザレのイエスが全く存在しなかったと提唱する周縁理論（英語版）。イエスの神性については議論があるが、古代のキリスト教徒および非キリスト教徒の学者は、イエス・キリストが1世紀のガリラヤのユダヤ人であり、イエスの洗礼を受け、後にローマ当局によってキリストの磔刑されたことで一致している。これは、キリストの時代に生きた歴史家、学者、政治家によって書かれた資料に基づいている[387][388][389][390][391]。

- 唯物史観 - カール・ポパーは、反証可能性がないことを理由に、マルクス主義の歴史理論を批判した[392][393]。具体的には、この理論は当初は科学的だったが、時間の経過とともに修正され、非科学的な形に堕落したと主張した[392][393]。したがって、ポパーはマルクス主義を疑似科学と見なした[393][394][395][396]。哲学者のラカトシュ・イムレや社会学者のアーネスト・ヴァン・デン・ハーグ（英語版）も同様の見解を共有していた[397][398][399]。

- ホロコースト否認 - ホロコースト否認に関連する歴史修正主義運動は、疑似科学的な証拠[400][401][402][403]と物語上の（英語版）疑似学術誌[404]や周縁的な会議[405][401]で発表された陰謀論を採用している（例えば、シアン化物残留物の研究を誤解したり、すべての証拠に反してガス室は戦後に建設された（英語版）と主張したりすること）[406][407]。
- 新年代学 (フォメンコ)（英語版） - 一般的にローマ帝国、古代ギリシア、古代エジプトの文明に帰されている古代の出来事が、実際には1000年以上後の中世に起こったと主張する疑似歴史的陰謀論。
- 義経=ジンギスカン説 - 多くの学者がこの説を否定している。

### 言語学
- ヤフェト理論（英語版） - アフロ・アジア語族、バスク語、カルトヴェリ語族が共通の起源を持つという主張[408]。
- 大日トルコ語論 - すべての言語はトルコ語を起源としているという信念。

### 心理学
- 愛着療法（英語版） - 「望ましい結果を得るために抑制と身体的・心理的虐待を求める」[409]、攻撃的、反抗的、あるいは愛情のない子供を制御することを目的とした、致死的になりうる[410]一連の臨床的介入と子育て技術の総称。（「愛着療法」という用語は、時として、主に米国以外で疑似科学的な形態の愛着療法がそれほど知られていない場所で、愛着理論に基づいた主流のアプローチを指すためにゆるやかに使われることがある。）おそらく最も一般的な形態は、抑圧された激しい怒りと退行（英語版）のカタルシス的解放を目的として、子供を大人が抑制するホールディング・セラピーである[267]。おそらく最も極端だが、はるかに一般的ではないのが「リバーシング（英語版）」で、子供を毛布にきつく包み、出生管からの出現をシミュレートさせる。これは子供に格闘を促し、収縮を模倣するために子供を押したり絞めたりすることによって行われる[267]。この療法の名称にもかかわらず、伝統的な愛着理論に基づいておらず、主流の発達心理学研究の原則を共有していない[411]。2006年にはアメリカ児童虐待専門家協会（APSAC）が委託したタスクフォース・レポートの対象となり、ほぼ全面的に批判された[412]。
- 転向療法 - 時に修復療法とも呼ばれ、非異性愛者の性的指向を変えることで同性への欲求をなくすことを目指す[413]。アメリカ精神医学会は、修復療法を「同性愛そのものが精神障害であるという仮定、または患者が同性愛的性的指向を変えるべきであるという先験的仮定に基づく精神医学的治療」と定義している[414][415][416]。
- コーディング（英語版）は、ロシアの代替医療の各種方法の総称で、嗜癖の治療に使用され、セラピストは患者に再び物質を使用すると害を受けたり死んだりすると納得させることで、患者を物質から断ち切ることを試みる。各方法では、セラピストが患者の脳に「コード」を挿入するふりをし、中毒性物質と接触すると強い有害作用を引き起こすと思わせる。これらの方法では、演劇、催眠、偽薬、一時的な副作用のある薬物を組み合わせて、誤った信念を植え付ける。セラピストは5年などの一定期間、患者を「コード化」するふりをするかもしれない[417]。
- EMDRは心理療法の一形態で、治療を受ける人は苦痛を伴う画像を思い出すように求められ、セラピストは左右の目の動きや手をたたくなどの両側性感覚入力の一種を指示する[418]。いくつかの心的外傷後ストレス障害（PTSD）の治療ガイドラインに含まれている[419][420]。一部の臨床心理学者は、眼球運動はイメージ曝露以上のものを付加しないと主張し、その宣伝と使用を疑似科学と特徴づけている[421]。
- ファシリテイテッド・コミュニケーション（FC）または支援付きタイピングは、重度の教育的・コミュニケーション的障害のある人々のコミュニケーションを促進しようとする、科学的に否定された技術である[208]。このプロセスでファシリテーターは障害のある人の腕や手を保持または軽く触れ、特殊なキーボードでタイピングするよう動かすのを助けようとする。ファシリテーターは、タイピングやポインティングに必要な身体的サポートを提供するだけでなく、言葉でのプロンプトと精神的サポートも提供する[209]。FCが自閉症スペクトラム障害のある人のコミュニケーション能力を本当に高める有効な技術ではないという点で、科学界および複数の障害者支援団体の間で広範な合意がある[422]。その代わりに、研究は、FCを通じて得られるメッセージのほとんどまたはすべてがファシリテーターに由来することを示している（観念運動効果（英語版）によるファシリテーターによる患者の腕の誘導を含む）[210][211]。したがって、ファシリテーターが質問の答えを知らない場合（例えば、患者にはオブジェクトを見せるがファシリテーターには見せない場合）、患者は単純な質問にも正しく答えられないことが一貫して見出されている[212]。さらに、障害のある人が目を閉じているか、文字盤から目を離しているか、特に興味を示していないのに、ファシリテーターがまとまったメッセージをタイピングしていると思い込んでいる多くの事例が、調査員によって報告されている[423]。
- フェルデンクライスメソッドは、イスラエル人のモーシェ・フェルデンクライス（1904-1984）が20世紀半ばに考案した理学療法の一種。このメソッドは、脳と身体の間の結合を再編成することで、身体の動きと心理状態を改善すると主張されている[424]。フェルデンクライス・メソッドが健康上の利益をもたらすという良質な医学的証拠はない。安全性やコストパフォーマンスは不明だが[82]、研究者は重大なリスクをもたらすとは考えていない[425]。
- 筆跡学 - 特定のタイプの人々が特定のペンの癖を示すという、性格特性や性別が無意識のうちに一貫して手書きの形態に影響を与えるという信念に基づく心理テスト。手書きの属性の分析は、性格との対応においてチャンスよりも優れた結果を提供せず、神経科学者のバリー・バイヤースタイン（英語版）は、割り当てられた相関関係を共感魔術になぞらえた[267][337][426][427][428][429]。筆跡学は、手書きを調べる筆跡鑑定とは表面的にしか関係がない。
- 催眠 - 催眠術師の示唆に異常に敏感になる極度のリラクゼーションと内的集中の状態。現代の実践は、フランツ・アントン・メスメルに由来する動物磁気説、すなわちメスメリズムの考えに根ざしている[430]。メスメルの説明は完全に信用を失い、今日に至るまで、催眠が実際の現象なのか、それとも単なる参加型の役割演技の一形態なのかについて、研究者の間で合意が得られていない[267][431][432]。示唆のいくつかの側面は臨床的に有用であった[433][434]。催眠の他の主張される使用法は、疑似科学の領域に明確に分類される。そうした領域には、前世療法を含む催眠退行の使用が含まれる[435]。
- 催眠療法 - 催眠状態の対象者に対して行われる療法[436]。リラクゼーション、気分コントロール、その他の関連する利点（しばしば瞑想に関連する）のために催眠を使用することは、特に化学療法で難しい身体的・感情的ストレスを受けている患者にとって、代替医療ではなく標準的な医学的治療の一部と見なされている[437]。
- 引き寄せの法則 - ニューソート哲学において「類は類を引き寄せる」という格率を指し、人は肯定的または否定的な思考に集中することで、肯定的または否定的な経験を自分の人生に引き寄せるという考えを要約するために使用される[438]。 スケプティカル・インクワイアラー（英語版）誌は、これらの主張の反証可能性と検証可能性の欠如を批判した[439]。批評家は、提供される証拠は通常逸話的であり、肯定的な報告の自己選択的性質、および結果の主観的性質のために、これらの報告は確証バイアスと選択バイアスの影響を受けやすいと主張している[440]。例えば、物理学者のアリ・アロウジは、それが測定不可能であると批判し、思考が頭の外のものに影響を与える可能性に疑問を呈した[438]。
- ミーム学 - 情報の単位である「ミーム」が独立して存在し、自己複製し、環境の力によって選択的進化の対象となるという概念に基づく、文化的情報伝達の進化モデルへのアプローチ。リチャード・ドーキンスの著作で提起された命題から始まり、文化の自己複製単位を見る新しい研究分野へと発展した。ミームが遺伝子に類似しているのと同様に、ミーム学は遺伝学に類似していると提案されている。ミーム学はいくつかの点で疑似科学と見なされている[441]。その支持者の主張は「未検証、根拠不足、または不正確」とラベル付けされている[441]。ミーム学の支持者には、エドワード・オズボーン・ウィルソン、ダグラス・ホフスタッター、その他多くの人々が含まれる。
- MBTI - 2種類の4カテゴリーで構成される性格検査。このテストには、再現性の一貫した問題に加えて、分類が網羅的で相互に排他的であるかどうかの問題がある[442][443][444][445][446][447][448][449][450]。4つのカテゴリーは、内向性/外向性、感覚/直観、思考/感情、判断/知覚である。各人はそれぞれのカテゴリーから1つの特質を持つと言われ、16の独自のタイプが生み出される。心理学的タイプ応用センターは、MBTIは科学的に裏付けられていると主張しているが、MBTIに関する研究のほとんどは自らの雑誌『Journal of Psychological Type』を通じて行われており、バイアスの問題が提起されている[451]。結果はバーナム効果に従うと言われている。
- 神経言語プログラミング - 1970年代に創始されたコミュニケーション（英語版）、自己啓発、心理療法へのアプローチ。このタイトルは、神経学的プロセス（「neuro」）、言語（「linguistic」）、経験を通して学習され、人生における特定の目標を達成するために組織化できる行動パターン（「programming」）の間の、述べられた関係を指す[452][453]。特定の神経科学者[454]、心理学者[455][456]、言語学者[457][458]によると、NLPは現在の科学的証拠によって支持されておらず、不正確で誤解を招く用語と概念を使用している。NLPに関する実証研究のレビューは、NLPには多数の事実誤認が含まれており[459][460]、NLPの創始者と支持者が主張する有効性について、信頼できる結果を生み出すことに失敗していることを示している[456][461]。デヴィリーによると[462]、NLPは1970年代や1980年代ほど一般的ではなくなっている。批判は有効性の経験的証拠の欠如を超えている。批評家は、NLPが疑似科学的な特徴[462]、タイトル[454]、概念や用語[457]を示していると言う。NLPは、専門家レベルや大学レベルで科学的リテラシーの教育を促進するための疑似科学の例として使用されている[458][463][464]。NLPはまた、ピアレビューを受けた専門家のコンセンサスに基づく、信用されていない介入のリストにも登場する[456]。現代の精神保健実践における「インチキ要因」を特定するために設計された研究において、Norcross et al. (2006)[465]は、NLPを「おそらく」または「おそらく信用されていない」としてリストアップしており、物質とアルコール乱用のための信用されていない介入をレビューした論文で、Norcross et al. (2008)[466]は、NLPを「トップ10」の最も信用されていないものにリストアップし、Glasner-Edwards and Rawson (2010)は、NLPを「確かに信用されていない」としてリストアップしている[467]。
- オドの力 - 催眠を説明するために使われる仮説的な生命力。
- 超心理学 - 科学的方法を用いて、霊能力と死後の生の存在と原因を調査しようとする論争の的となっている学問分野。超心理学の実験には、乱数生成を使用して人間と動物の両方を対象に予知と念力の証拠を検証するもの[468][469][470]や、超感覚知覚を検証するガンツフェルド実験（英語版）[471]などがある。
- 骨相学 - 18世紀の生理学者フランツ・ヨーゼフ・ガルによって提唱された、頭蓋骨の隆起を感じることで性格特性を決定する、現在では廃れたシステム[267]。「疑似科学」という用語の初期の記録された使用例として、フランソワ・マジャンディーは骨相学を「現代の疑似科学」と呼んだ[472]。性格が頭蓋骨の隆起から読み取れるという仮定は、それ以来完全に信用されなくなっている。しかし、性格、思考、感情が脳に位置するというガルの仮定は、神経心理学への重要な歴史的前進と考えられている（脳機能の局在（英語版）、ブロードマンの脳地図、脳のイメージング（英語版）、心のモジュール性または能力心理学（英語版）も参照）[473]。
- ポリグラフ（「嘘発見器」）[474] - 一連の質問をしながら、血圧、脈拍、呼吸、皮膚コンダクタンスなどのいくつかの生理学的指標を測定・記録する尋問法。欺瞞的な回答は、非欺瞞的な回答に関連する生理的反応とは区別できる生理的反応を生むと信じられている。科学界の多くのメンバーは、ポリグラフを疑似科学と考えている[475][476]。ポリグラフは科学者の間でほとんど信用されていない[477][478]。ポリグラフ推進派が90～95%の妥当性を主張し、ポリグラフサービスを提供する企業が95～100%の妥当性を主張しているにもかかわらず[479]、批評家は、この方法は本質的に標準化できない取調技術であり、その精度は確立できないと主張している。1997年に421人の心理学者を対象に行われた調査では、このテストの平均精度はチャンスよりわずかに高い約61%と推定された[480]。批評家はまた、ポリグラフの精度の高い推定値が与えられたとしても、かなりの数の被験者（例えば、90%の精度で10%）が嘘をついているように見え、ポリグラフに「落ちた」ことによる不当な結果を被ることになると主張している。
- プライマル・セラピー（英語版） - 時々科学として提示される[481]。『The Gale Encyclopedia of Psychology』（2001年）は次のように述べている。「この療法の理論的根拠は、出生前の経験と出生時の外傷が人生に対する人々の第一印象を形成し、その後の人生の方向性に影響を与えるという仮定である...真実を知るために、プライマル・セラピーは科学的に確立された原理によって擁護することはできない。その疑わしい理論的根拠を考えれば、これは驚くべきことではない」[482]。他の情報源もプライマル・セラピーの科学的妥当性に疑問を投げかけており、「疑似科学」という用語を使用しているものもある（Primal therapy § Criticismを参照）。
- 精神分析学 - オーストリアの医師ジークムント・フロイトとその追随者によって発展した思想体系で、人間の心理的機能と行動の研究に専念している。精神分析は精神医学において強い影響力を持っているが[注釈 1][注釈 2]、その始まりから常に論争の的となっている。一部の人々からは疑似科学とみなされている[485]。カール・ポパーは、精神分析が反証可能性の要件を満たしていないことに基づいて、それを疑似科学と特徴づけた[486][487]。フランク・チオッフィ（英語版）は、「ポパーが精神分析が疑似科学的であり、反証不可能であると言うのは正しいが、反証不可能だから疑似科学的だと示唆するのは間違っている。[...]［フロイトが］自分の経験的な命題を確証した（例示しただけでなく）と主張するとき、彼は疑似科学的になるのだ」と論じた[488]。
- 潜行性精神分裂病（英語版） - 一部の共産主義国で政治的反体制派を精神病院に非自発的に収容することを正当化するために使用された診断[489]。
- サブリミナル広告 - 意識的な気づきのしきい値以下で識別される視覚的または聴覚的情報で、消費習慣に強力で永続的な影響を与えると主張されている。1970年代後半に評判が落ちたが[490]、最近再び研究の関心が高まっている。[いつ?] [267][431] 一般的に認められている科学的見解では、サブリミナル知覚が人間の行動に強力で持続的な影響を与えるとは考えていない[491]。
- 音声ストレス分析（英語版） - 声のストレスから欺瞞を推測することを宣伝するジャンクサイエンス技術で、ポリグラフ検査と同様の方法でよく使用される[492][493]。

### 人種理論
- 科学的人種主義 - 科学的証拠が特定の人種の劣等性または優越性を示していると主張すること[494][495]。
  - アーリア人主義（英語版） - 他の推定人種よりも優れた明確な「アーリア人種」が存在するという主張[496]は、ナチズムの重要な教義であり、「ユダヤ人、ジプシー、その他の『非アーリア人』を絶滅するというドイツ政府の政策の基礎」であった[497]
アーリア人主義の根拠となっているアーリアン学説は、ヨーロッパの言語とサンスクリット語の類似性(インド，ヨーロッパ語族)を指摘した言語学の仮説である。尚、現在ではアーリアン学説は言語学的な見地から否定されている。
  - ドラペトマニア とは、1851年にアメリカの医師サミュエル・A・カートライトが、奴隷化されたアフリカ人が捕囚から逃げる（英語版）原因だと仮定した架空の精神疾患である[498]:41。それ以来、疑似科学[499]:2であり、科学的人種主義の構成要素[500]であると論破されている。
  - メラニン理論（英語版） - 天然ポリマーであるメラニンの既知の物理的特性の歪曲に基づく信念で、色の濃い肌の人々の本質的な優越性と、色の薄い肌の人々の本質的な非人間性と劣等性を主張する[501][502]。
  - トルコ人の歴史（英語版） - 中央アジアからトルコ人が移動し、中国、インド、中東、ヨーロッパに文明をもたらしたという信念[503][504]。
- 優生学 - 運動としての優生学は、疑似科学的な雑誌や専門団体を含む疑似科学と関連付けられていた[505][506][507][508][509]。
- アイヌ北方渡来説 - 南方から北方へ定住したというのが一般的な学説[510]。

### 社会学
- アルファ男性とベータ男性（英語版） - 動物行動学におけるアルファ動物とベータ動物から派生した、男性のための疑似科学的な用語。「マノスフィア（英語版）」のメンバーによって頻繁に使用されるこれらの用語は、科学者から批判されており、しばしば性差別的であると考えられている[511][512][513]。
- ストラウス-ハウ世代理論（英語版） - 歴史は約80年ごとに4つの20年の「転換期」を順次繰り返して固定されたパターンで動くと主張する[514][515][516]。
- 単系進化 - ダーウィンの『種の起源』以前は、一部のモデルに啓蒙時代の社会進歩（英語版）の考えが取り入れられており、科学哲学者マイケル・ルースによれば、現在の基準では疑似科学的であり、18世紀から19世紀初頭にかけてもそのように見なされていた可能性がある（疑似科学という言葉は、これらの初期の提案に言及する際に使用されていなかったかもしれない）。この社会進歩と進化思想の疑似科学的で政治的な結びつきは、『種の起源』出版後約100年間続いた[517][518]。

## 超常現象と空飛ぶ円盤
超常現象に関する主題は、幅広い情報源から批判されており、次のような超常現象的意義の主張が含まれる。
- 家畜の虐殺 - 一見説明のつかない傷を負った動物、主に家畜の事例。これらの傷は宇宙人、カルト、隠密政府組織、またはチュパカブラなどのクリプティッドによって引き起こされると言われてきたが、実際にはそのようなほとんどの事例が自然の捕食によって引き起こされたことが判明した[267]。
- オーラまたは人間のエネルギー場は、ニューエイジの信念によれば、人体または動物や物体を包むと言われる色のついた発光[521]。いくつかの秘教的立場では、オーラは微細体（英語版）と説明される[522]。霊能力者や全体論的医療の実践者は、オーラの大きさ、色、振動のタイプを見る能力があると主張することが多い[523]。ニューエイジの代替医療では、人間のオーラは、クライアントの健康に影響を与える隠された解剖学として見なされ、しばしばチャクラと呼ばれる生命力の中心から構成されていると理解されている[521]。そのような主張は科学的証拠によって支持されておらず、疑似科学である[523]。実験下で検証した場合、オーラを見る能力の存在は示されていない[524]。
- 霊媒 - 霊や他の超常的存在から、あるいはそれらを通して、人に情報を伝えること[1]。
- ミステリー・サークル - 畑に作られた、作物を押しつぶしたり倒したりした幾何学的デザイン。夜を徹して働く熟練した農家やいたずら者以外にも、その形成には UFOや異常な竜巻のような気流が説明されている[520]。ミステリー・サークルの研究は「穀物学」として知られるようになった[525]。
- クリプトゾオロジー - ほとんどの生物学者が存在しないと考えている生物を探す[526]。クリプトゾオロジストが興味を持つ生物の有名な例としては、ビッグフット、イェレン、イエティ、ネッシーなどがある。主要な懐疑的著者のマイケル・シャーマーとパット・リンス（英語版）によると、「クリプトゾオロジーは、実践の仕方によって、疑似科学的なものから有用で興味深いものまで幅がある」[267]。
- ダウジング - 隠された水、金属、宝石、その他の物体を検出できるとされる実践を指す[337][339]。
- 電子音声現象 - テープレコーダーやその他の電子機器を通して霊が通信すると主張されている[527][528][529][530][531]。
- 超感覚的知覚 - テレパシー、透視、予知、サイコメトリー、霊能力、遠隔透視などの手段によって情報を取得する、5つの主要な感覚や過去の経験からの推論とは無関係の超常的能力[1][527][532][533]。
- 幽霊探索（英語版）は、亡霊が出没すると報告されている場所（英語版）を調査する過程。典型的には、幽霊探索チームは、超常現象の存在を裏付ける証拠の収集を試みる。幽霊ハンターは、電磁波探知器（英語版）、デジタル温度計、ハンドヘルドおよびスタティックのデジタルカメラ（サーモグラフィーカメラと暗視カメラ（英語版）を含む）、デジタルボイスレコーダーなど、さまざまな電子機器を使用する。インタビューの実施や、幽霊が出ると言われている場所の歴史の研究など、より伝統的な手法も用いられる。幽霊ハンターは、自らを「超常現象の調査者」と呼ぶこともある[534]。幽霊探索は、科学的方法を退けていることに対して激しい批判を浴びている。幽霊の存在を確認できた科学的研究は一つもない[535][536]。この慣行は、教育者、学者、科学ライター、懐疑論者の大多数から疑似科学とみなされている[537][294][538][539][540][541][542][543]。科学史家ブライアン・リーガル（英語版）は、幽霊狩りを「無組織で非効率的な運動」と表現した[537]。
- レプティリアンによる陰謀説 - 爬虫類人による再征服のアイデアは、人間の姿をとって政権を握り、人間社会を操るため、形を変える爬虫類のエイリアンが地球を支配していると主張する陰謀論者のデイビッド・アイクによって普及した。アイクは、多くの世界指導者が、いわゆるレプティリアンであるか、レプティリアンに取り憑かれていると何度も述べている。
- 浮揚（英語版） - 通常は思考の力によって、物理的な補助なしに地面から上昇する行為[544]。
- 手相 - 手相を読むことで未来を予言できるという信念。予測は手の形、線、隆起に基づいている。手相家はコールド・リーディングを使って霊能力者のように見せかける[545]。
- 超心理学　- （上記の#心理学の項を参照）
- 偽考古学（英語版） - 主流科学で検証されていない超常現象やその他の手段を使って古代の過去を調査すること[267]。
- サイキック・サージェリー（英語版） - ブラジルやフィリピンで人気の医療詐欺の一種。施術者は手品を使って患者の体内に手を入れ「腫瘍」を取り出しているように見せる。サイキック・サージェリーは通常、明示的な欺瞞である。つまり「施術者」は自分が詐欺または「インチキ」を行っていることを認識している[546][547][548][549][550]。
- 念力 - 心が遠隔地の物質やエネルギーに影響を与える超常的能力[551][552]。
- 交霊会 - 死者とコミュニケーションを取ろうとする儀式化された試み[267]。
- ツングースカ大爆発は、1908年6月に現在のクラスノヤルスク地方（ロシア）で発生した大規模な爆発で、流星物質や彗星が原因だった可能性がある。ロンドンでも数日間、夜空が著しく明るくなった。この事象に関する根拠のない理論には、ミニブラックホールや大量の反物質の衝突、球電、ニコラ・テスラによるウォーデンクリフ・タワーでの装置の実験、未確認飛行物体の墜落などがある[267][553][554]。それ自体が疑似科学ではない別の説は、1883年のビエラ彗星の一部による爆発だとするものである[555]。
- UFO研究 - 未確認飛行物体（UFO）の研究で、UFOが地球外生命の訪問者の証拠だと信じることを含むことがある[267][337][339][520][556][557]。

## 数秘術
- 数秘術（カバラの数秘術慣行を含む）- 数と一致する（英語版）事象との間の神的、神秘的、またはその他の特別な関係についての一連の信念。数秘術は、現代の科学者から疑似数学または疑似科学とみなされている[558][559][560]。それは占星術や同様の占いの技術と並んで、しばしば超常現象と関連付けられる[561]。
- 聖書の暗号 - 聖典の書物や断片が、秘教的知識をもたらす暗号化されたメッセージを含んでいるという信念。そのような復号化方法の1つに、そのようなメッセージをつづる「等距離文字列」を特定する方法がある[562]。

## 宗教的・スピリチュアルな信念
天文学者のカール・セーガンによると、スピリチュアルな実践や宗教的な実践・信念は、通常、疑似科学に分類されない。しかし、宗教は時に疑似科学を育むことがあり、「極端な場合、疑似科学を厳格で教条的な宗教と区別するのは難しい」し、伝統的な瞑想など、一部の宗教は疑似科学と混同される可能性がある。以下の宗教的/スピリチュアルな項目は、何らかの形で疑似科学に関連づけられたり、分類されたりしている。
- 肯定的な祈り（英語版）は、否定的な状況ではなく、ポジティブな結果に焦点を当てた祈りの形式または形而上学的な技法。例えば、何らかの病気を患っている人は、その病気を特定してから神に助けを求めるのではなく、完璧な健康の望ましい状態に祈りの焦点を当て、「すでに起こったかのように」この望ましい意図を肯定する。ウィリアム・ジェームズは、肯定的な祈りを、彼が「精神療法」と呼んだアメリカの形而上学的治療運動の要素として説明し、それをアメリカの「人生の体系的哲学への唯一の明確に独自の貢献」と説明した[564]。肯定的な祈りを19世紀のセルフヘルプ作家エミール・クーエが説く自己暗示型の世俗的なアファメーション（英語版）（最も有名なアファメーションは「毎日あらゆる面で、私はますます良くなっている」）と区別するのは、肯定的な祈りが実践者を神、神性、創造的な心に向けて、宗教的信念の一見実用的な側面を強調している点である[565]。
- クリスチャン・サイエンスは一般的にキリスト教の新宗教と考えられているが、創始者のメリー・ベーカー・エディがその名前に「科学」を使ったことと、医学に対する以前の立場から、「疑似科学」と呼ぶ人もいる。また、「エディは形而上学的科学という用語を使って、自分のシステムを物質科学と隠された科学の両方から区別した」[566]。同教会は現在、医学の利用を受け入れている。ワクチン接種は禁止されていたが、1901年、80歳のエディは信者にワクチン接種を受けるよう勧めた[567]。
- エネルギーは、さまざまな秘教的（英語版）なスピリチュアリティや代替医療の著者や実践者が、測定に従わないさまざまな主張された経験や現象を指すために使用し、したがってエネルギーの科学的な形態と区別できる[568][569]。そのようなエネルギーの存在を示す科学的証拠はない[568][569][570]。未知のエネルギーを利用、修正、操作すると主張する療法は、すべての補完・代替医療の中で最も議論の余地のあるものである。エネルギー療法に関する主張は、ほとんどの場合事例証拠（個々の話から）であり、繰り返し可能な経験的（英語版）証拠に基づいていない[570][571][572]。
- エクソシスム（古代ギリシア語のἐξορκισμός、exorkismós 「誓約による拘束」から）は、憑依していると信じられている人や場所から悪霊や他の霊的な存在を追い出す宗教的またはスピリチュアルな実践。エクソシストのスピリチュアルな信念によっては、それは、存在に誓約させたり、精巧な儀式を行ったり、あるいは単に高次の力の名において去るよう命じたりすることによって行われる。この慣習は古くから存在し、多くの文化や宗教の信仰体系の一部となっている。要求され実行されるエクソシズムは、18世紀までにアメリカ合衆国で減少し始め、20世紀後半までほとんど行われなかったが、エクソシズムがメディアの注目を集めたために急増した。「1960年代前半から1970年代半ばにかけて、行われたエクソシズムの数は50％増加した」。
- コーランの科学的予知（英語版）（またはコーラン科学またはハディース科学）は、イスラム教の基本的な宗教文書が、数百年後に科学によって検証された世界について正確な記述をしたと主張する[573]。この信念はビュカイユ主義（英語版）の共通のテーマである[574][575]。トルコ系アメリカ人の物理学者タナー・エディス（英語版）によると、多くのイスラム教徒は技術を高く評価し、科学がその創造において果たす役割を尊重している。その結果、彼は、科学を宗教的信念と調和させようとする多くのイスラムの疑似科学があると言う[576][577]。エディスは、現代の科学的真理を聖典に読み込もうとする動機は、キリスト教徒よりもイスラム教徒の方が強いと主張する[578]。エディスによると、これは、イスラム世界ではコーランに対する真の批判がほとんど存在しないため、イスラム教徒は科学的真理はコーランに現れるに違いないと信じているからだという[578]。

### 創造科学
創造科学または科学的創造論は創造論の一派で、創世記の創造物語に科学的な裏付けを提供し、地質学、宇宙論、生物学的進化、考古学、歴史学、言語学に関する科学的事実、理論、科学的パラダイムを反証または再説明すると主張する。
- バラミノロジー（英語版） - 創世記やその他の聖書の部分の創造の記述に従って、動物を「創造された種類」または「バラミン」と呼ばれるグループに分類する分類体系[580]。
- 創造生物学 - マクロ進化（英語版）なしで生物学を説明しようとする創造科学の一部[581]。
- 創造論的宇宙論 - 数千年しか経っていない宇宙を認める宇宙論。
- 洪水地質学（英語版） - 地球上の地質学的特徴のほとんどは、大洪水によって説明できるとする創造論的地質学の形態[321][582][583][584]。
  - ノアの方舟探索（英語版） - 創世記の洪水物語（英語版）によると、「アララト山」のどこかにあるとされるノアの方舟の墓場を探すこと。何度も探険が行われ、成功したという虚偽の主張が何度かあった。この慣習は、疑似科学、より具体的には偽考古学（英語版）と広く考えられている[585][586][587][588]。
- インテリジェント・デザイン – 「宇宙と生命の特定の特徴は、自然選択のような無方向的なプロセスではなく、知的な原因によって最もよく説明される」と主張する[589]。これらの特徴には以下が含まれる[475][590]：
  - 還元不能な複雑性（英語版） – 一部の生物学的システムは、より単純なシステムから進化するには複雑すぎるという主張である。これは、インテリジェント・デザインの支持者によって、自然選択説のみでは不完全または欠陥があり、生命の起源を説明するには何らかの追加的なメカニズム（「知的設計者」）が必要であると主張するために使用される[591][592][593][594][595]
  - 特定の複雑性（英語版） – 何かが同時に複雑で特定されている場合、それは自然のプロセスの結果ではなく、知的な原因によって生み出された（つまり、設計された）と推論できるという主張である[475][590]

### サイエントロジー
- ダイアネティックスは、サイエントロジーが提唱する治療技術で、仮説上のリアクティブマインド（英語版）を治療すると主張する。行動主義心理学で文書化されている古典的条件づけの刺激反応メカニズム以外に、実際のリアクティブマインドの存在を示す科学的証拠は存在しない[596]。
- ナルコノンとピュアリフィケーション・プログラムは、それぞれ人体から毒素と薬物を浄化すると主張するサイエントロジーのプログラムである。その方法は、長期間にわたる長時間のサウナ、ニコチン酸を含む極めて大量（おそらく有毒な）のビタミン摂取、そして時には念力の試みを含むサイエントロジーの「トレーニングルーティーン」で構成される。これらのプログラムは「医学的に危険」[597]、「偽医療」[598][599][600]、そして「医療詐欺」[601]と表現され、学術・医療専門家はナルコノンの教育プログラムについて「身体的・精神的影響、依存症、さらにはスペリングなどの基本概念に事実誤認がある」として退けている[602]。これに対しナルコノンは、主流医学は「偏見」を持っており、「いわゆる管理された薬物使用を支持する人々は、完全な薬物のない生活を提唱するプログラムを審査することはできない」と主張している[603]。ナルコノンはそのプログラムへの批判を「偏狭」とし[604]、批判者は「薬物乱用を支持している[...]彼らは薬物を使用しているか、販売しているかのどちらかだ」と述べている[605]。

### その他
- 量子神秘主義（英語版） – 不確定性原理、量子もつれ、粒子と波動の二重性などの一見直感に反する量子力学的概念と、特定のニューエイジ概念との表面的な類似性に基づいており、一般的に量子デコヒーレンスによって課される制限を無視している[267][606][607][608][609]。最も誤用されている概念の1つはベルの不等式で、これは量子力学における局所的な隠れた変数の非存在を証明するものである。しかし、ベル自身はこの理論の神秘的な解釈を否定している[610]。
- 超越瞑想（TM）は、特定の形式の無言のマントラ瞑想を指し、より一般的ではないが超越瞑想運動（英語版）を構成する組織を指す[611][612]。マハリシ・マヘーシュ・ヨーギーは1950年代半ばにインドでTM技法とTM運動を創始し導入した。研究の質が低く[613][614]、研究者のTM組織との関連性やTMに好意的な意見を持つ被験者の選択により思い込みのリスクが高いため[615][616][617]、瞑想が健康に及ぼす影響について言及することは不可能である。

## 特異な考え
以下の概念は非常に少数の提唱者しかいないが、注目を集めている：
- アクア説 – 現代人の特定の祖先は他の類人猿や現代人の多くよりも水生的で、習慣的に浅瀬を歩き、泳ぎ、潜水をしていたという考え[618]。
- アルフレッド・ローソン – 野球選手で飛行家のアルフレッド・ウィリアム・ローソンによって提唱された哲学と物理学に関する主張のシステム[619]。
- 形態共鳴（英語版） – ルパート・シェルドレイク（英語版）によって提唱された、「シロアリのコロニーや鳩、ラン、インスリン分子などの自然システムが、同種の過去のすべてのものから集合的記憶を継承する」という考え。また、「生物間の不思議なテレパシー型の相互接続」の原因とされている[620]。
- N線 – 1903年にルネ・ブロンロによって記述された仮説上の放射線の形態で、一時的に重要な科学的関心を集めたが、その後確証バイアスの結果であることが判明した[621]。
- ペンタウォーター（英語版） – 液体の水が音響的に誘導されて構造的に再編成され、5分子ごとの小さなクラスターとして長期間存在するという主張。これらのクラスターもヒトへの有益性も存在が証明されていない[622][623]。
- ポリウォーター – 1960年代に提案された水の仮説上の重合体化形態で、通常の水よりも沸点が高く、凝固点が低く、粘度がはるかに高いとされた。後に存在しないことが判明し、異常な測定値は生物学的汚染によって説明された[624]。通常の液体の水では、凝固点や沸点を変えることなく、温度に応じて様々な長さの分子鎖が形成される傾向がある[625]。
- タイムキューブ[626] – 1997年にジーン・レイが作成したウェブサイトで、彼が「タイムキューブ」と呼ぶ個人的な現実モデルを展開している。彼は現代物理学のすべてが間違っていると示唆し[627]、タイムキューブモデルでは1日が実際には同時に発生する4つの別々の日であると提唱している[628]。
- タイムウェーブ・ゼロ – サイコノート（英語版）のテレンス・マッケナが幻覚剤ジメチルトリプタミンの助けを借りて発明した数秘術的公式。2012年の終末論予測を経験した後、マヤ暦の長期カレンダーと同じ日に「ゼロポイント」を持つように公式を再設計した[629][630]。
- トーションフィールド – 超感覚的知覚、ホメオパシーによる治療、空中浮揚、テレパシー、透視、念力、その他の超常現象の原因とされる仮説上の物理場。確立された物理学との明白な矛盾や、信奉者の声明が信頼できる科学者から「ナンセンス」と批判されているにもかかわらず[631]、このような超常現象の説明としてトーションフィールドは受け入れられている[632]。トーションフィールドの利用は、奇跡的な治療装置（アルコール依存症を治療する装置を含む[633]）から、作動する永久機関、スターゲート[634]、UFO推進装置の類似物、そして大量破壊兵器（WMD）まで[635]、あらゆることを可能にすると主張されている。特に奇跡的な治療装置などの一部の装置は特許を取得し[636]、製造・販売されている。